# Partido Conservador (Reino Unido)
El Partido Conservador, oficialmente llamado Partido Conservador y Unionista (en inglés: Conservative and Unionist Party), también conocido coloquialmente como los tories, es uno de los dos principales partidos políticos del Reino Unido, junto con el Partido Laborista. El partido está entre el centroderecha y la derecha del espectro político y abarca varias facciones ideológicas, incluidos los conservadores de una sola nación, los thatcheristas y los conservadores tradicionalistas. Es el actual partido de la oposición, desde su derrota en las elecciones generales de 2024. Actualmente posee 121 de 650 asientos en la Cámara de los Comunes. Es el partido de gobierno local más grande con más de 7500 consejeros.en las elecciones de julio de 2024 sufrió una de las derrotas más aplastantes en su historia electoral.
El Partido Conservador fue fundado en 1834 a partir del Partido Tory —dando lugar al nombre coloquial de los conservadores como tories— y fue uno de los dos partidos dominantes en el XIX, junto con el Partido Liberal. En década de 1920, la votación Liberal disminuyó notablemente y el Partido Laborista se convirtió en el principal rival de los conservadores. Los primeros ministros conservadores lideraron el gobierno durante 57 años del XX, incluyendo Winston Churchill (1940-45, 1951-55) y Margaret Thatcher (1979-90). La dirigencia de Thatcher llevó a una amplia liberalización económica y ocasionó que los conservadores se convirtieran en los más euroescépticos de los tres grandes partidos.

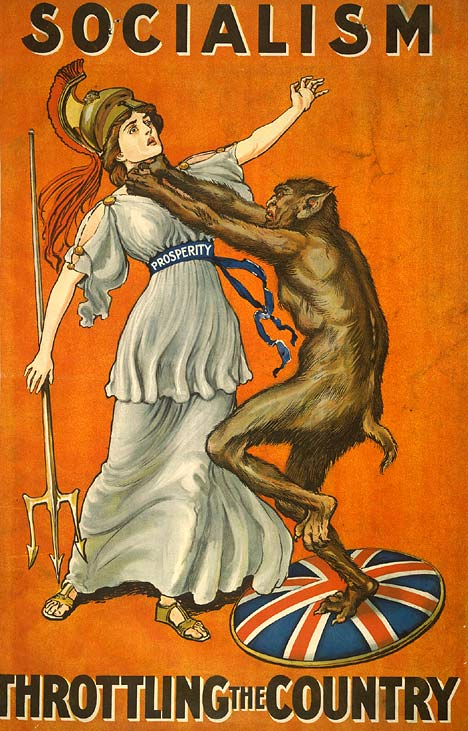
Póster del Partido Conservador Británico (1909)

En el Parlamento Europeo, con cuatro diputados al momento del Brexit, se situaban en el Grupo de los Conservadores y Reformistas Europeos (ECR). El partido es miembro de la Alianza de los Conservadores y Reformistas Europeos y la Unión Internacional Demócrata.
Es el segundo partido más grande en el parlamento escocés y el segundo más grande en el Parlamento de Gales. Los conservadores estuvieron anteriormente aliados con el Partido Unionista del Ulster (UUP) en Irlanda del Norte, pero se constituyó por separado un Partido Conservador de Irlanda del Norte, el cual funciona de manera similar a los partidos Conservadores de Escocia y Gales.

## Historia

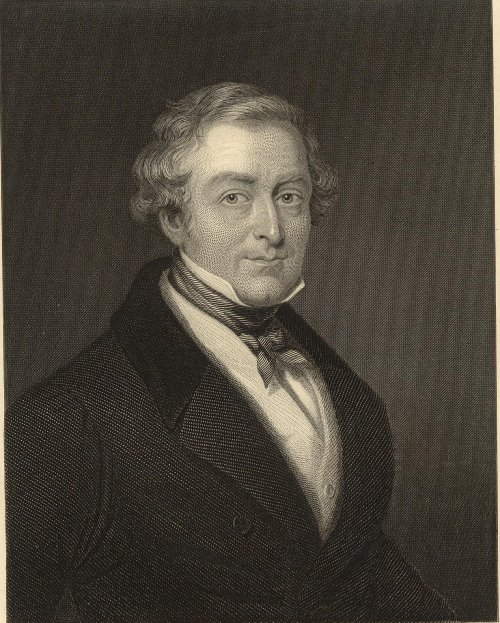
Robert Peel, dos veces primer ministro del Reino Unido y futuro fundador del Partido Conservador.

### Pittites
El Partido Conservador tiene sus orígenes en una facción, arraigada en el Partido Whig del XVIII, coaligado alrededor de William Pitt (el Joven) (primer ministro de Gran Bretaña entre 1783‑1801 y 1804‑1806). Eran conocidos como «Whigs Independientes», «Amigos del Señor Pitt«, o «Pittites». Después de la muerte de Pitt, el término «Tory» entró en uso. Esta fue una alusión a los tories, un grupo político que había existido desde 1678, pero que no tenía continuidad organizacional con los Pittites.
El término «conservador» fue sugerido como un título para el partido por un artículo publicado por J. Wilson Croker en la revista Quarterly Review en 1830. El nombre inmediatamente tuvo una buena aceptación y fue adoptado oficialmente bajo la acogida de Sir Robert Peel alrededor de 1834. Peel es reconocido como el fundador del Partido Conservador, que él creó con el anuncio del Manifiesto de Tamworth. El término «Partido Conservador», en lugar de Tory, era ya de uso preferencial en 1845.

### Conservadores y Unionistas (1867‑1965)

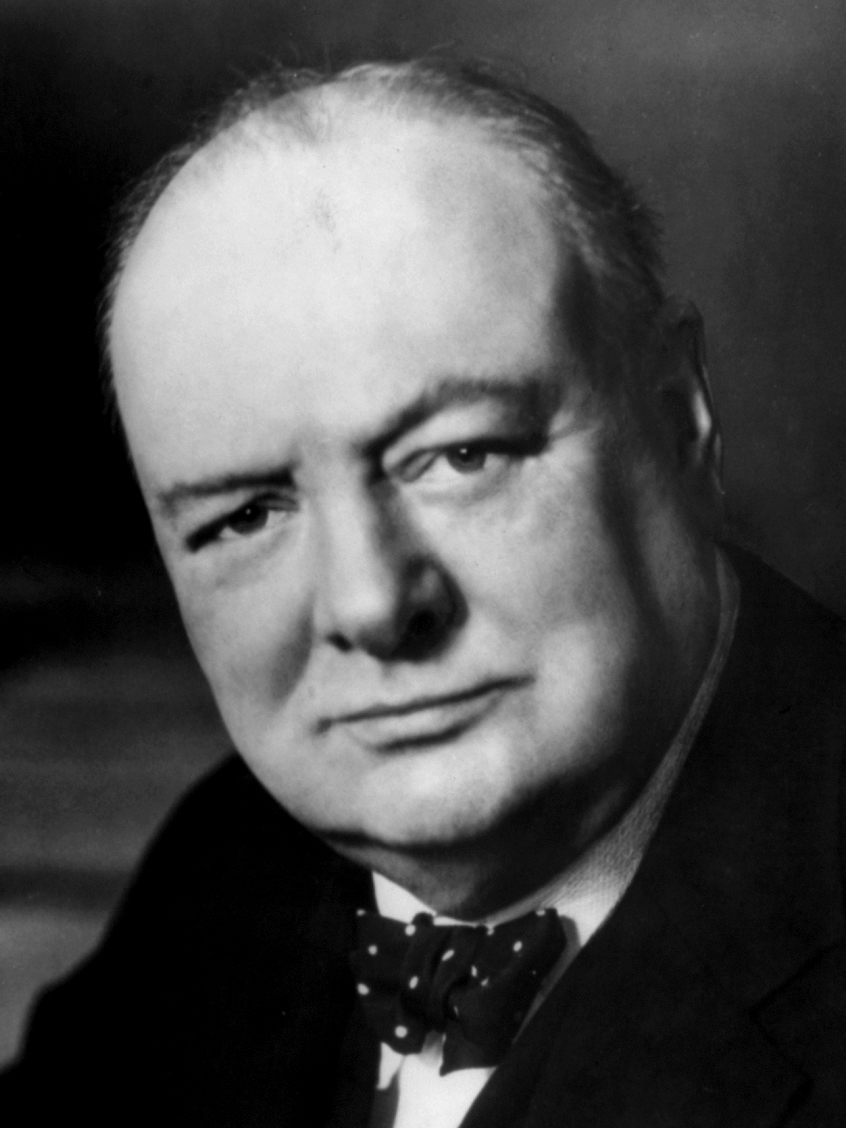
Sir Winston Churchill, dos veces primer ministro del Reino Unido.

La ampliación de la franquicia electoral en el siglo XIX forzó al Partido Conservador a popularizar su enfoque bajo Lord Derby y Benjamin Disraeli, a través de su propia expansión de la franquicia con la Ley de Reforma de 1867. En 1886 el partido formó una alianza con Lord Hartington (posteriormente el 8º Duque de Devonshire) y el nuevo Partido Unionista Liberal de Joseph Chamberlain y, bajo los estadistas Robert Gascoyne-Cecil y Arthur James Balfour, mantuvo el poder para los siguientes veinte años antes de sufrir una dura derrota en las elecciones de 1906 cuando se dividió sobre la cuestión del libre comercio. En 1912, los unionistas liberales se fusionaron con el Partido Conservador. En Irlanda, la Alianza Unionista Irlandesa había sido formada en 1891, que se fusionó con los unionistas anti‑Home Rule en un movimiento político.

### Primera Guerra Mundial
Los conservadores trabajaron junto con los liberales en un gobierno de coalición de todos los partidos durante la Primera Guerra Mundial, y la coalición continuó con el primer ministro Liberal David Lloyd George (con la mitad de los liberales) hasta 1922. Keohane encuentra que los conservadores estaban amargamente divididos antes de 1914, especialmente en el tema del unionismo irlandés y la experiencia de tres derrotas electorales consecutivas. Sin embargo la guerra reunió al partido, lo que le permite enfatizar el patriotismo así como encontrar nuevos líderes y elaboró su posición sobre la cuestión irlandesa, socialismo, reforma electoral y la cuestión de la intervención en la economía. El nuevo énfasis en el anti-socialismo fue su respuesta a la creciente fuerza del Partido Laborista. Cuando la reforma electoral fue tema de discusión, trabajó para proteger su base en la Inglaterra rural. El partido buscó agresivamente los votos de las mujeres en la década de 1920, a menudo basándose en temas patrióticos.

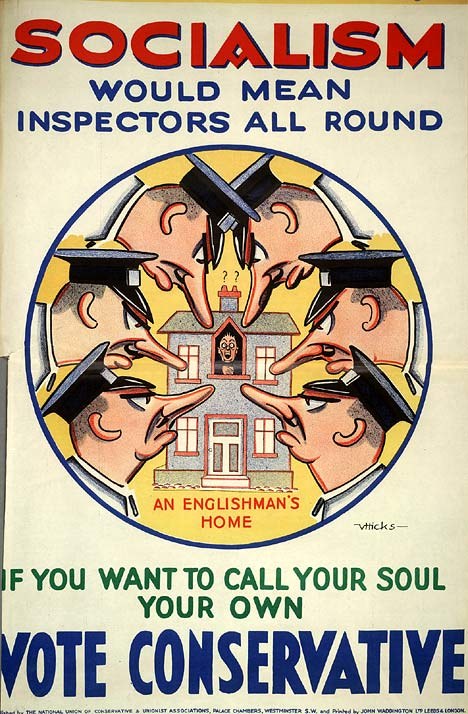
Póster de 1929 atacando al Partido Laborista.

### 1920‑1945
En 1922, Bonar Law y Stanley Baldwin lideraron el quiebre de la coalición y los conservadores gobernaron hasta 1923, cuando un gobierno laborista de minoría dirigido por Ramsay MacDonald llegó al poder. Los conservadores recuperaron el poder en 1924 y permaneció en el poder para el período completo de cinco años. Fueron derrotados en 1929 cuando un gobierno laborista de minoría asumió el cargo. En 1931, tras el colapso del gobierno laborista de minoría, entró en otra coalición, la cual fue dominada por los conservadores con el apoyo de fracciones de los partidos Liberal y Laborista (Laborista Nacional y Nacional Liberal).

### 1945‑1963

#### Insatisfacción popular
A fines de 1940 el Partido Conservador incitó la creciente ira popular en el racionamiento de alimentos, escasez, controles, austeridad y burocracia estatal omnipresente. Utilizó la insatisfacción con las políticas igualitarias y socialistas del Partido Laborista para atraer partidarios de clase media, y construyeron una reaparición política con la que ganaron las elecciones generales de 1951. Su apelación fue especialmente eficaz a las amas de casa, que se enfrentaron a condiciones comerciales más difíciles después de la guerra que durante la guerra.

#### Modernizando el partido
En 1947 el partido publicó su «Carta Industrial», que marcó su aceptación del «consenso de posguerra» acerca de la economía mixta y los derechos laborales. David Maxwell Fyfe presidió un Comité en la organización del Partido Conservador que resultó en el Informe Maxwell Fyfe (1948‑49). El informe cambió el balance de la financiación electoral desde el candidato hacia el partido, con la intención de ampliar la diversidad de miembros del Parlamento. En la práctica, puede haber tenido el efecto de prestarle más poder a los partidos de distrito electoral y los candidatos más uniformes.
El éxito del Partido Conservador en reorganizarse fue validado por su victoria en las elecciones de 1951. Churchill, el líder del partido, introdujo a un presidente en la agrupación política para modernizar la institución. Frederick Marquis (Lord Woolton) era dueño de una exitosa tienda por departamentos y fue ministro de Alimentación durante la guerra. Como presidente del partido desde 1946 hasta 1955, reconstruyó las organizaciones locales con énfasis en la pertenencia, dinero y un recurso de propaganda nacional unificada sobre temas críticos. Para ampliar la base de potenciales candidatos, el partido a nivel nacional proporcionó ayuda financiera a los candidatos, y ayudó a las organizaciones locales en la recaudación de dinero local. Woolton hizo hincapié en una retórica que caracteriza a sus oponentes como «socialistas» en lugar de «laboristas». La influencia libertaria de la obra «Camino a la servidumbre» (Road to Serfdom), escrita en 1944 por el profesor Friedrich Hayek, fue evidente en la generación más joven, pero tomó otro cuarto de siglo para tener un impacto en la política. En 1951, el Partido Laborista había llevado a cabo su acogida en las clases medias; sus facciones estaban envueltas con amargura. Los conservadores estaban listos para volver a gobernar.
Con una estrecha victoria en las elecciones generales de 1951, Churchill estaba de vuelta. A pesar de que fue envejeciendo rápidamente, tenía prestigio nacional y mundial. Aparte de racionamiento, que se terminó, la mayor parte del estado de bienestar promulgada por los laboristas fue aceptada por los conservadores y se convirtió en parte del «consenso de posguerra» que duró hasta la década de 1970. Los conservadores eran conciliadores con los sindicatos, pero desnacionalizaron las industrias del acero y mercancías por carretera en 1953. Durante los trece años que estuvieron los conservadores en el poder, las pensiones subieron en un 49 % en términos reales, los beneficios por enfermedad y desempleo en un 76 % en términos reales, y los beneficios suplementarios en un 46 % en términos reales. Sin embargo, las asignaciones familiares cayeron un 15 % en términos reales durante ese período.
El Partido Conservador ganó en 1955 y 1959 con mayorías cada vez más grandes. Los primeros ministros conservadores Churchill, Anthony Eden, Harold Macmillan y Sir Alec Douglas-Home promovieron regulaciones comerciales relativamente liberales y frenaron la participación del Estado en toda la década de 1950 y principios de 1960. Ellos vieron un periodo de prosperidad económica, con Macmillan proclamando durante las elecciones generales de 1959, que a Gran Bretaña «nunca le había ido tan bien».
En 1958, Geoffrey Howe fue coautor del informe La Fuerza de un Gigante, publicado por los Asociación Conservadora Inns of Court. El informe argumenta que los sindicatos se habían vuelto demasiado poderosos y que sus privilegios legales deberían ser reducidos. Ian Macleod desalentó a los autores de dar a conocer el informe. Macmillan creía que los votos sindicales habían contribuido a las de 1951 y 1955 victorias y pensó que «sería inoportuna adoptar cualquier legislación que suponga una política que permita alienar este apoyo».
La oferta de Macmillan para unirse a la Comunidad Económica Europea a principios de 1963 fue bloqueada por el presidente francés Charles de Gaulle. El período se produjo a la caída del Reino Unido como un líder mundial prominente, con la pérdida de prácticamente todo el imperio y una economía rezagada.
A raíz de la controversia sobre las selecciones de Harold Macmillan y Sir Alec Douglas-Home a través de un proceso de consulta conocido como el «círculo mágico», una proceso formal de elección fue creada en 1965. De los 3 candidatos, Edward Heath ganó un total de 150 votos por sobre Reginald Maudlling con 133 votos y Enoch Powell con 15.
En cuanto al tema de la inmigración, la franja radical del Partido Conservador, liderada por Enoch Powell, desarrolló en los años 60 una propaganda abiertamente racista («si quieres que tu vecino sea un negro, vota a los laboristas») y popularizó los temas racistas y antiinmigrantes en el debate público, lo que posteriormente fomentaría la aparición del Frente Nacional.

### Edward Heath

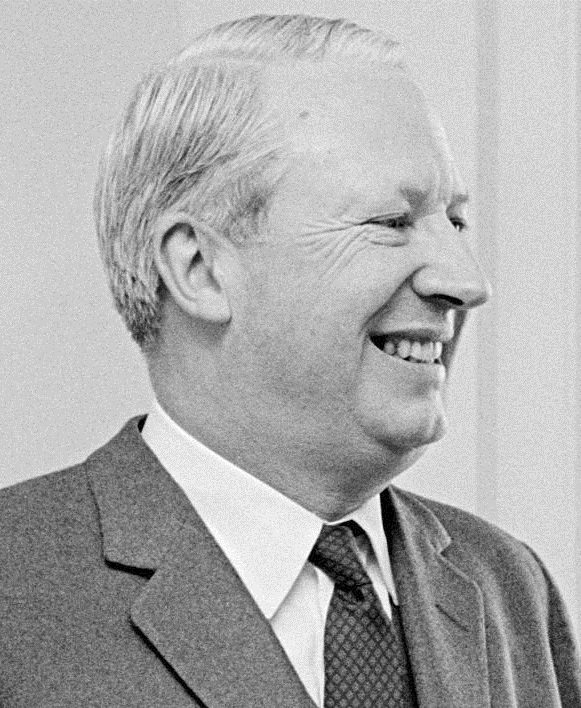
Edward Heath, primer ministro del Reino Unido (1970-1974).

El gobierno de Edward Heath entre 1970 y 1974 se caracterizó por ingresar al Reino Unido en la CEE, aunque el ala derecha del partido se opuso a su falta de control de los sindicatos en un momento en que una disminución de la industria británica vio muchas huelgas, así como una recesión que se inició en 1973 y se prolongó durante dos años.
Desde la adhesión a la UE, la pertenencia británica ha sido una fuente de debate dentro del Partido Conservador.
Heath había llegado al poder en junio de 1970 y la última fecha posible para la próxima elección general no era hasta mediados de 1975. Sin embargo, una elección general se llevó a cabo en febrero de 1974 en un intento por ganar el apoyo del público durante una emergencia nacional causada por la huelga de los mineros. Sin embargo, el intento de Heath por ganar un segundo período en el poder en esta «elección relámpago» fracasó, dejando como resultado un estancamiento donde ningún partido tuvo la mayoría absoluta. Los conservadores tenían más votos que los laboristas, que tenía cuatro asientos más. Heath renunció a los pocos días, después de no poder ganar el apoyo del Partido Liberal con el fin de formar un gobierno de coalición, allanando el camino para Harold Wilson y el Partido Laborista para volver al poder como un gobierno minoritario. Las esperanzas de Heath de volver al poder a finales de año se terminaron cuando los laboristas ganaron las elecciones de octubre de 1974 con una mayoría total de tres asientos.

### Margaret Thatcher

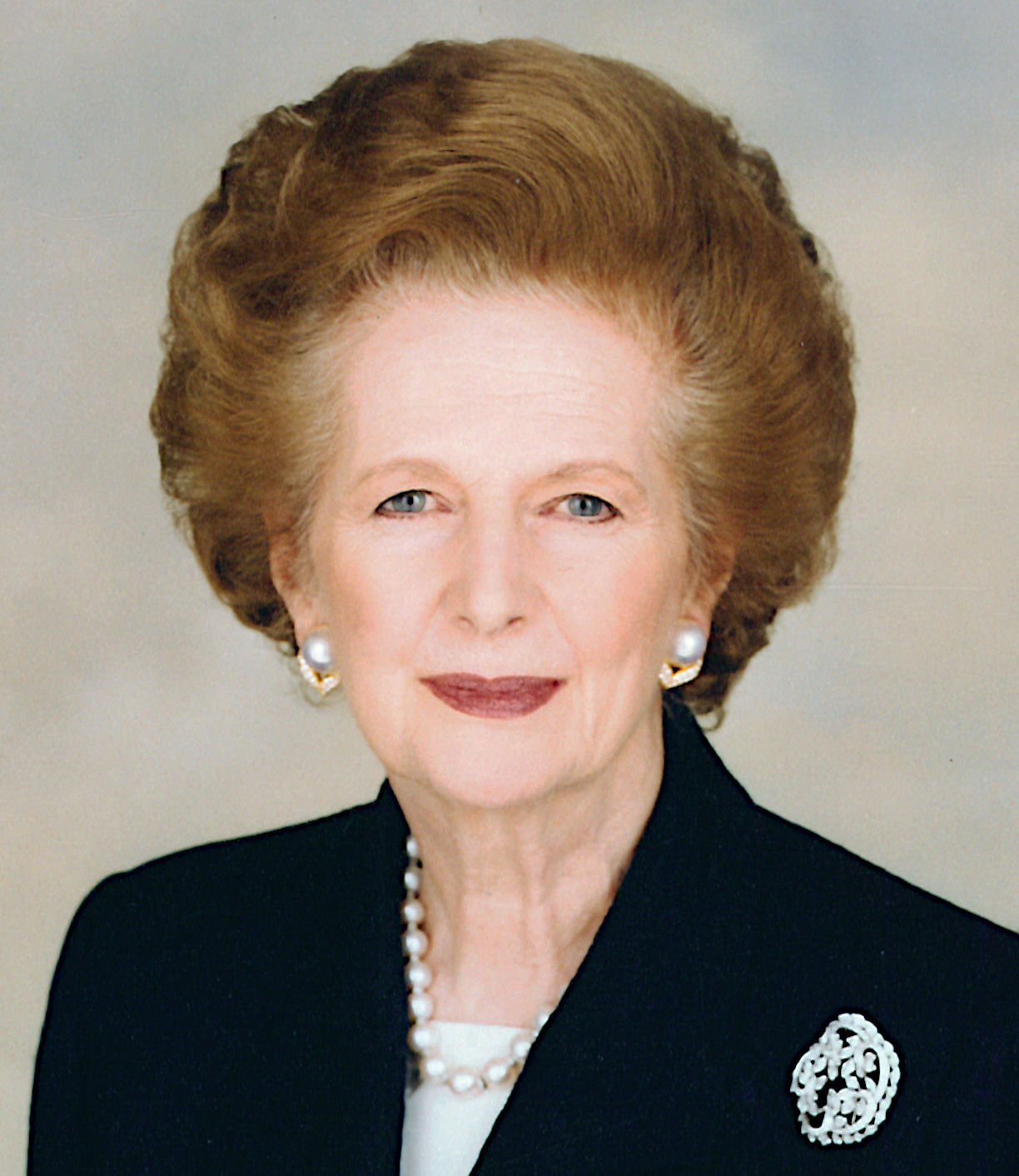
Margaret Thatcher, primera ministra del Reino Unido (1979‑1990).

La pérdida de energía debilitó el control de Heath sobre el partido y Margaret Thatcher lo depuso en las elecciones de líder del partido de 1975. El Reino Unido en la década de 1970 había visto altas tasas de inflación sostenida, que estaban por encima del 20 % en el momento de la elección del líder conservador, cayendo posteriormente por debajo del 10 %; el desempleo había aumentado y durante el invierno de 1978 a 1979 hubo una serie de huelgas conocidas como el «invierno del descontento». Thatcher condujo a su partido a la victoria en las elecciones generales de 1979 con un manifiesto que se concentró en la filosofía del partido en lugar de presentar una «lista de compras» de políticas.
Como primera ministra, Thatcher se centró en el establecimiento de una ideología política que se conoció como la «Nueva Derecha» o thatcherismo, basado en las ideas sociales y económicas de los Estados Unidos. Thatcher creía que el exceso de la política de gobierno socialdemócrata estaba dando lugar a una disminución a largo plazo en la economía británica. Como resultado de ello, su gobierno aplicó un programa de liberalismo económico, la adopción de un enfoque de libre mercado de los servicios públicos basado en la venta de las industrias y empresas de servicio público, así como una reducción de la fuerza de los sindicatos. Ella tenía la creencia de que la tendencia existente de sindicatos estaba trayendo el progreso económico a un punto muerto mediante la aplicación de huelgas «salvajes», manteniendo los salarios artificialmente altos y obligando a las industrias no rentables para permanecer abiertas.
Thatcher llevó a los conservadores a dos victorias en 1983 y 1987. Ella era muy admirada por sus seguidores por su liderazgo en la guerra de las Malvinas de 1982, que coincidió con un aumento espectacular en su popularidad y de políticas como dar el derecho de los inquilinos de viviendas sociales (council houses) para comprar su casa con un descuento sobre el valor de mercado. Thatcher también era muy impopular en ciertos sectores de la sociedad debido al desempleo, que alcanzó su nivel más alto desde la década de 1930, alcanzando un máximo de más de tres millones después de sus reformas económicas, y su respuesta a la huelga de los mineros de 1984-1985. El desempleo se había duplicado entre 1979 y 1982, debido en gran parte a la batalla monetarista de Thatcher contra la inflación. En el momento de las elecciones de 1979, la inflación había sido del 9 % o por debajo en el año anterior, habiendo caído durante el mandato de James Callaghan, y a continuación se elevó a más del 20 % en los dos primeros años del gobierno de Thatcher, pero había vuelto a caer hasta el 5.8 % al inicio de 1983 (siguió estando bajo el 7 % hasta 1990). La economía del Reino Unido se benefició en el primer mandato de Thatcher por los ingresos fiscales de las plataformas petrolíferas del Mar del Norte que entraron en operación.
El período de impopularidad de los conservadores en la década de 1980 coincidió con una crisis en el Partido Laborista, que ahora formaba parte de la oposición. El Partido Social Demócrata (SDP) se formó en 1981 y consistió en más de veinte miembros laboristas del Parlamento que se separaron de su partido, quienes rápidamente formaron la Alianza SDP-Liberal con el Partido Liberal. Hacia 1982, la Alianza SDP-Liberal estaba por delante de los conservadores en los sondeos de opinión, pero la victoria en la guerra de las Malvinas en junio de ese año, junto con la economía británica en recuperación, vio a los conservadores volver rápidamente a la parte superior de las encuestas y ganar las elecciones generales de 1983 con una mayoría aplastante, debido a un voto de la oposición dividida.
Thatcher enfrentaba ahora, sin duda, el rival más serio después de la elección de 1983, cuando Michael Foot renunció como líder del Partido Laborista y fue sucedido por Neil Kinnock. Con un nuevo líder a la cabeza, los laboristas estaban claramente decididos a derrotar a los conservadores en las próximas elecciones y para prácticamente la totalidad del segundo gobierno de Thatcher fue visto como una posibilidad muy seria, ya que la ventaja en las encuestas de opinión vio constantemente un cambio en el liderazgo desde los conservadores hacia laboristas, con la Alianza de vez en cuando raspando en primer lugar.
En el momento de la elección de junio de 1987 la economía era más fuerte, con una menor inflación y la caída del desempleo y Thatcher aseguró su tercera victoria sucesiva con un segundo, aunque más pequeña, mayoría aplastante.
La introducción del Community Charge (conocido por sus oponentes como el «impuesto de capitación» [«poll tax»]) en 1989 se cita a menudo como una contribución a la caída política de Thatcher. El verano de 1989 vio caer a Thatcher detrás del laborista Neil Kinnock en las encuestas de opinión por primera vez desde 1986, y la caída de su partido en popularidad continuó en 1990. En la segunda mitad de ese año, las encuestas de opinión mostraban que los laboristas tenía una ventaja de hasta 16 puntos sobre los conservadores y se enfrentaron a unos duros 18 meses por delante en el cual deberían evitar que la ambición de Kinnock a ser primer ministro se hiciera realidad. Al mismo tiempo, la economía se deslizaba hacia otra recesión.
Las tensiones internas del partido llevaron a un desafío de mando por el miembro conservador del Parlamento, Michael Heseltine; y, después de meses de especulaciones sobre su futuro como primer ministro, Margaret Thatcher renunció el 28 de noviembre de 1990, para dar paso a un nuevo líder conservador con más probabilidades de ganar las próximas elecciones generales, en aras de la unidad del partido.

### John Major

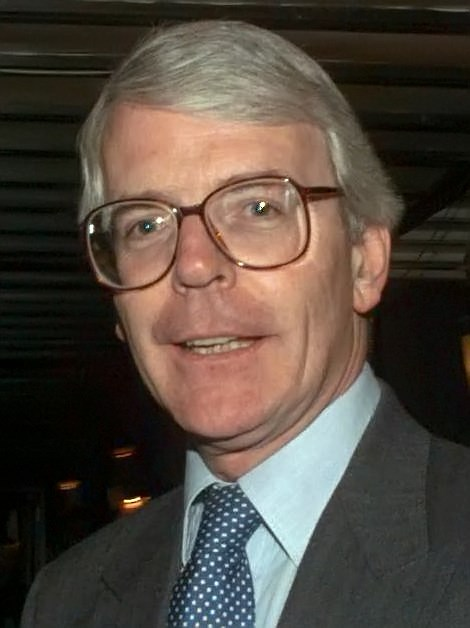
John Major, primer ministro de Reino Unido (1990‑1997).

John Major ganó la competencia de la dirección del partido el 27 de noviembre de 1990, y su nombramiento dio lugar a un impulso casi inmediato en la suerte de los conservadores. Una encuesta de MORI seis días antes de la renuncia de Thatcher indicaba que los conservadores estaban a 11 puntos de los laboristas, pero al cabo de dos meses los conservadores ya lideraban de nuevo las encuestas de opinión con una ligera ventaja.
Debían convocarse elecciones en los 18 meses siguientes. Al mismo tiempo, la economía del Reino Unido se encontraba en recesión. Así, 1991 fue un año de incertidumbre electoral, pues los conservadores y los laboristas estaban muy igualados en las encuestas de opinión, pero John Major resistió las peticiones de convocatoria inmediata de elecciones por parte de Neil Kinnock, líder de la oposición.
Las elecciones se celebraron finalmente el 9 de abril de 1992 y ganaron los conservadores, a pesar de que la economía todavía estaba en recesión y la mayoría de las encuestas daban la victoria a los laboristas o predecían un parlamento sin mayoría (hung parlament). La intensa campaña de Major, y en particular, sus afirmaciones de que con un gobierno laborista, los impuestos serían más altos y los productos más caros, fueron cruciales para su victoria electoral (que se convirtió en la primera —y hasta de 2015, única— en la que un primer ministro atraía catorce millones de votos en una elección general), así como una campaña de alto perfil por el periódico The Sun contra el líder laborista Neil Kinnock, quien dimitió a raíz de los malos resultados de su partido para ser sucedido por John Smith. Los conservadores también se refirieron al tema de la inmigración, afirmando que, con los Laboristas, la inmigración aumentaría enormemente.
Para aquel entonces, la economía del Reino Unido se encontraba en una profunda recesión que se mantuvo hasta el final del año. El 16 de septiembre de 1992, la libra esterlina fue obligada a salir del mecanismo de tipos de cambio, en el denominado «Miércoles Negro».

Durante los meses posteriores se produjeron aproximadamente un millón de desahucios y el desempleo experimentó una fuerte subida, alcanzando la cifra de los tres millones. De esta manera, el partido perdió gran parte de su reputación en cuanto a la buena gestión económica, pero el final de la recesión se declaró en abril de 1993, lo que trajo una recuperación económica y descenso del desempleo. 

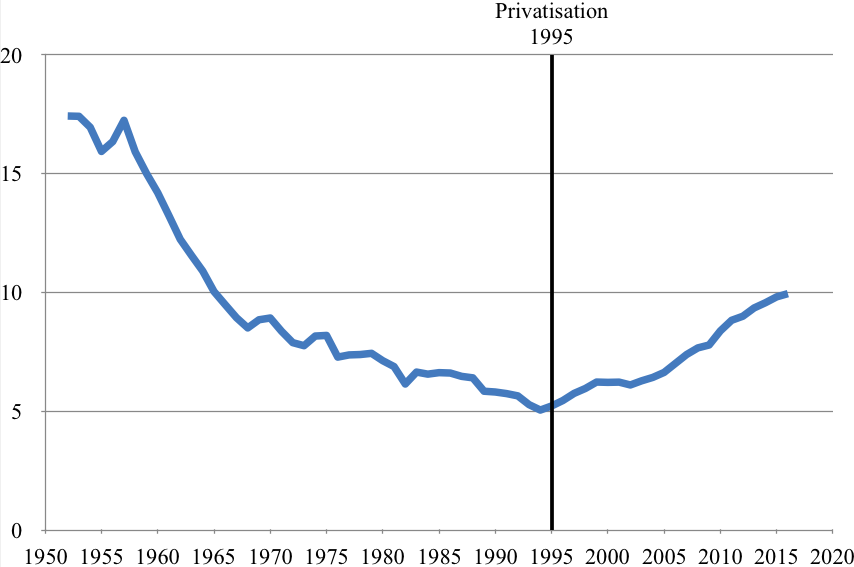
Porcentaje de viajes realizados en trenes de la red nacional, 1952-2014

De 1994 a 1997, el gobierno de Major privatizó British Rail, dividiéndolo en franquicias gestionadas por el sector privado. Su éxito es fuertemente discutido, con un gran aumento del número de pasajeros y un descenso en los costes para el gobierno. Sin embargo, se registró un importante aumento en el precio de los billetes.
Durante esa época, el partido estuvo plagado de división y luchas internas, sobre todo en la posición del partido sobre la Unión Europea. El ala del partido euroescéptico, representada por diputados como John Redwood, se oponían a una mayor integración en la UE, mientras que el ala pro-europeo del partido, representada por el Ministro de Economía Kenneth Clarke, era ampliamente favorable. 
La cuestión de la creación de una moneda única también provocó tensiones, y estas continuarían en partido hasta la década de los 2000. Estas divisiones daban la impresión de un partido dividido, que había perdido el contacto con los electores.[cita requerida]
Major también tuvo que sobrevivir a un desafío en la dirección del partido en 1995 por el Secretario de Estado para Gales, el ya mencionado John Redwood. Major mantuvo el puesto, pero Redwood recibió 89 votos de los parlamentarios, así como el respaldo del periódico The Sun, que describió la elección como entre «Redwood o Deadwood« (traducible como «Redwood o Muertewood»). Esto socavó aún más la influencia de Mayor en el partido.
El gobierno conservador fue acusado en los medios de comunicación, cada vez más frecuentemente, de «inmoralidad». Su apoyo llegó a su punto más bajo a finales de 1994, después de la muerte del líder del Partido Laborista John Smith y la elección de Tony Blair como su sucesor, cuando los laboristas alcanzaban hasta el 60 % de los votos en las encuestas de opinión y tenían una ventaja de unos treinta puntos sobre los conservadores. La ventaja de los laboristas se redujo gradualmente durante los próximos dos años, ya que los conservadores ganaron algo de crédito por la fuerte recuperación económica y la caída del desempleo. Pero a medida que se acercaban las elecciones generales de 1997, a pesar de la influencia de la campaña «New Labour, New Danger» («Nuevo Laborismo, Nuevo Peligro»), parecía seguro que los Laboristas ganarían.
La efectiva campaña de oposición de Partido Laborista culminó en una aplastante victoria sobre los conservadores, convirtiéndose en la mayor victoria parlamentaria del laborismo en Reino Unido. Fue también el peor resultado conservador desde 1906, 91 años antes. El partido conservador tan sólo logró mantener sus diputados en Inglaterra, perdiendo toda representación en Escocia y Gales. A pesar de los fracasos electorales del partido, las ideas conservadoras han seguido siendo dominantes en la política británica y han inspirado las políticas del gobierno de Tony Blair. Un dirigente conservador, Peter Lilley, ha dicho que es un error que los conservadores busquen «marcar su diferencia a toda costa» con un «New Labour» comprometido con el liberalismo económico

### William Hague, oposición

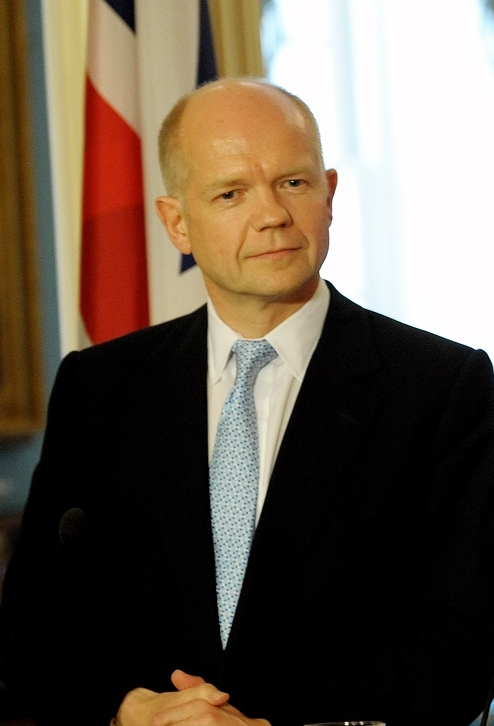
William Hague, líder de la oposición 1997-2001

John Major dimitió como líder del partido después de que los conservadores perdieran el poder y fue sucedido por William Hague. Aunque Hague era un gran orador, una encuesta de Gallup para The Daily Telegraph encontró que dos tercios de los votantes le consideraban «un poco tonto», debido a titulares como su afirmación de que de joven era capaz de beberse 14 pintas (8 litros) de cerveza en un día. También fue criticado por asistir al Carnaval de Notting Hill y por llevar una gorra de béisbol en público en lo que se consideraron pobres intentos de atraer a los votantes más jóvenes. Poco antes de las elecciones de 2001, Hague fue denostado por un discurso en el que predijo que un reelegido gobierno laborista convertiría a Reino Unido en un «país extranjero». La BBC también informó de que el conservador John Lord Taylor criticó a Hague por no retirar el apoyo a John Townend, un diputado conservador, después de que este hiciera un discurso en el que decía que los británicos se estaban convirtiendo en «una raza mestiza», aunque Hague rechazó las opiniones de Townend.
Las elecciones de 2001 resultaron en una ganancia neta de un solo escaño para el Partido Conservador, pocos meses después de las protestas del combustible de septiembre de 2000 en Reino Unido, que hicieron que los conservadores lideraran las encuestas durante un breve periodo de tiempo.

### Iain Duncan Smith, oposición

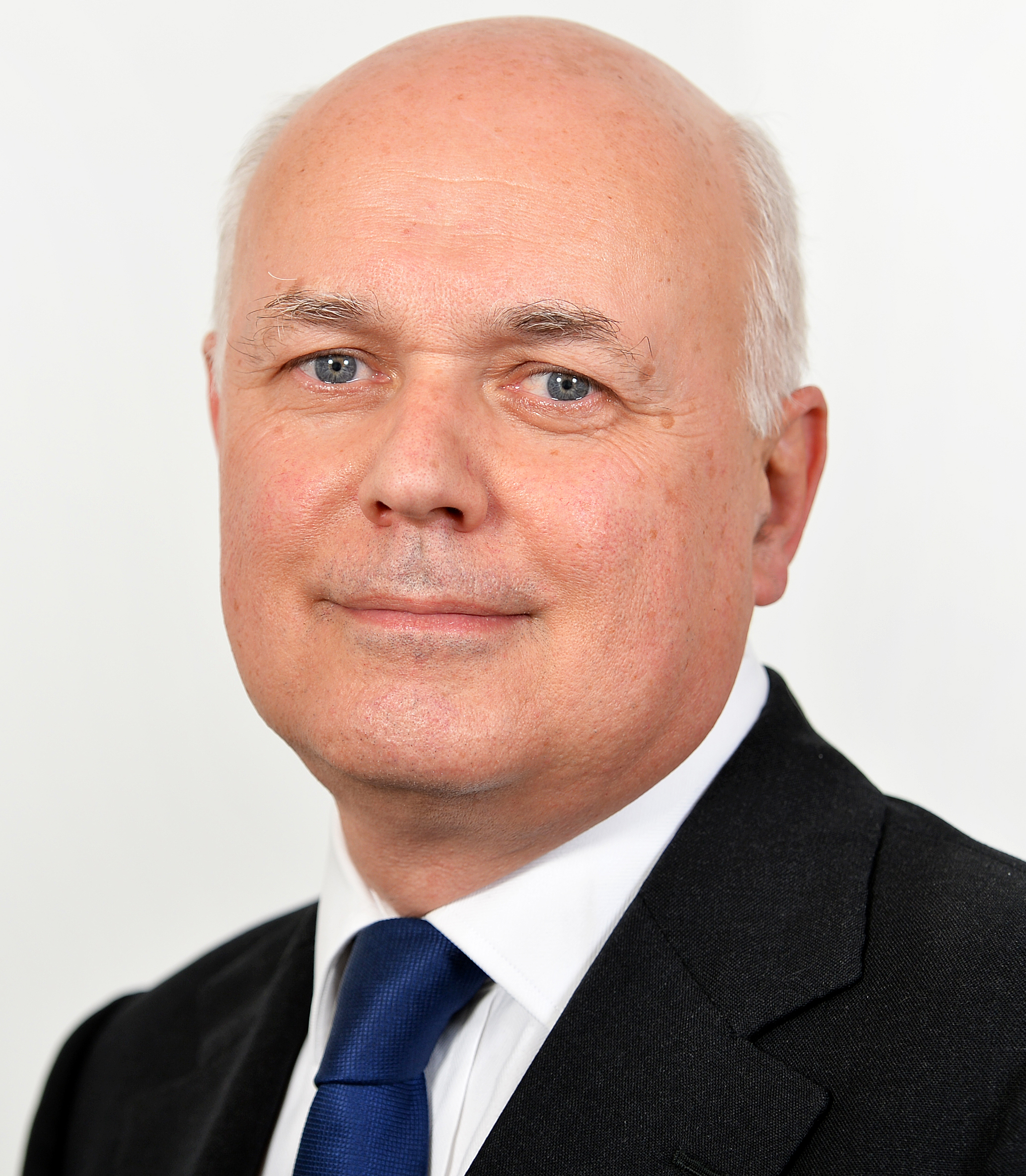
Iain Duncan Smith, líder de la oposición 2001-2003

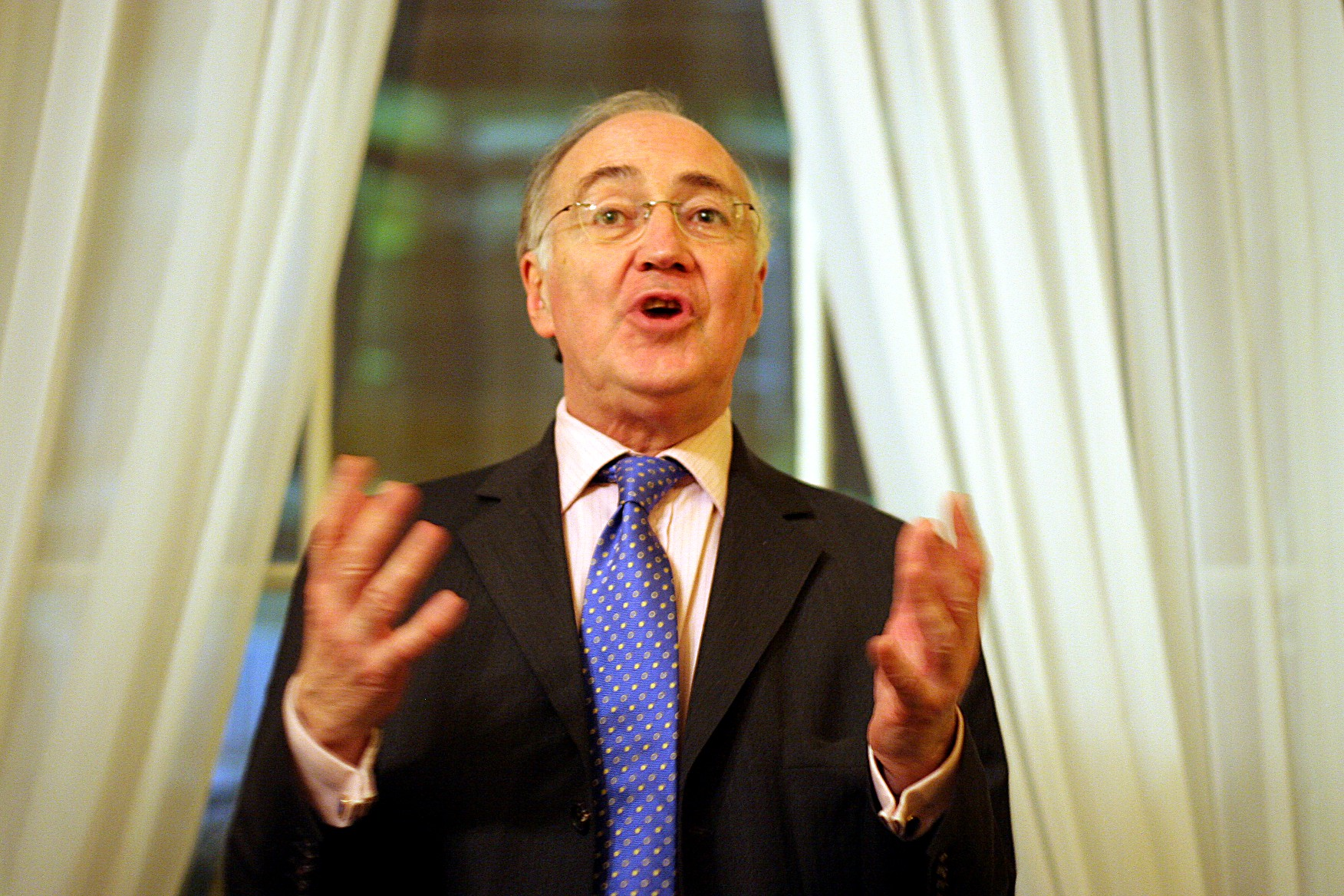
Michael Howard, líder de la oposición 2003‑2005

Iain Duncan Smith (2001-2003) (a menudo conocido como IDS) es un fuerte euroescéptico, pero el tema no definió el liderazgo de Duncan Smith, aunque durante su mandato Europa dejó de ser un problema de división en el partido, ya que unido detrás de convocatoria de un referéndum sobre el proyecto de Constitución de la Unión Europea.
En 2001, durante su primera conferencia como líder del partido, Iain Duncan Smith prometió «atacar los servicios públicos», en particular el Servicio Nacional de Salud (NHS), «una organización centralizada al estilo soviético». Esta retórica radical provocó un declive de la popularidad del partido entre algunos sectores de la sociedad e hizo que se reposicionara gradualmente más hacia el centro, sobre todo bajo la influencia de David Cameron, que explicó: «Soy a la vez una persona muy radical, que quiere cambiar las cosas, y una persona muy prudente y sabia en cuanto a cómo hacerlo».
Sin embargo, antes de que pudiera dirigir el partido en una elección general Duncan Smith perdió la votación de una moción de censura por los diputados que sintieron que el partido no sería devuelto al gobierno bajo su dirección. Esto fue a pesar del apoyo conservador equivalente al de Trabajo, en los meses previos a su salida de la dirección.

### Michael Howard, oposición

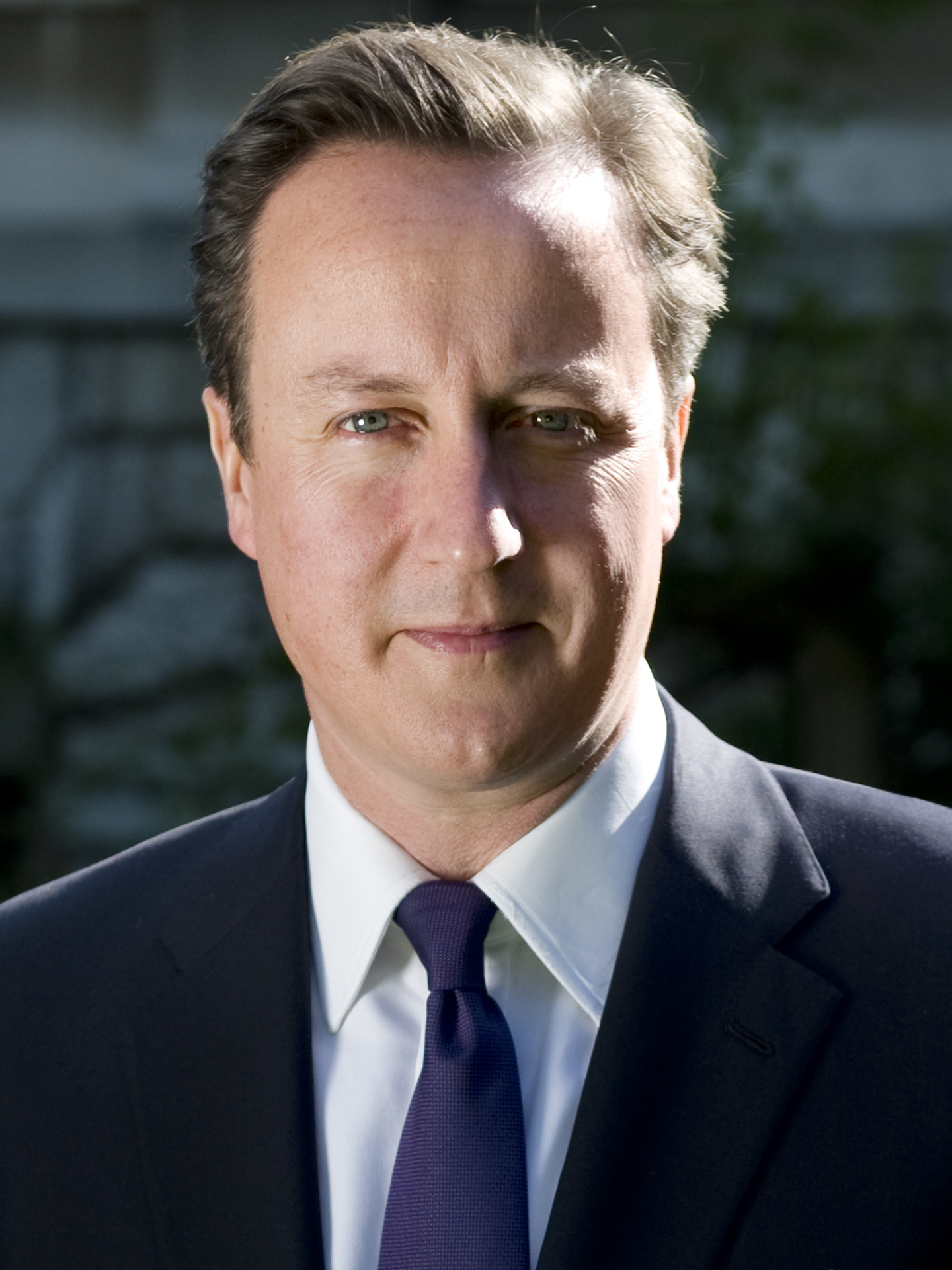
David Cameron, primer ministro de Reino Unido (2010‑2016).

Michael Howard se propuso para el liderazgo el 6 de noviembre de 2003. 

Bajo Howard en las elecciones de 2005, el partido conservador aumentó su participación total votación de alrededor del 0.7 % (hasta 32.4 %) y —más importante— su número de escaños por 33 (hasta 198 asientos). Esta ganancia acompañado de una caída mayor en la votación del Trabajo, y la elección redujo mayoría de Trabajo por 167 a 68 y su porcentaje de votos al 35.2 %. .  La campaña, basada en el lema «¿Estás pensando lo que estamos pensando?», fue diseñado por el encuestador australiano Lynton Crosby. El día después de la elección, el 6 de mayo, Howard anunció que él no se sentía que era correcto para continuar como líder después de la derrota en las elecciones generales, también diciendo que iba a ser demasiado viejo para dirigir el partido en otra campaña y, por tanto, daría un paso después de dar tiempo a la parte a modificar sus reglas de elección de liderazgo.

### David Cameron (En la oposición y en el gobierno)

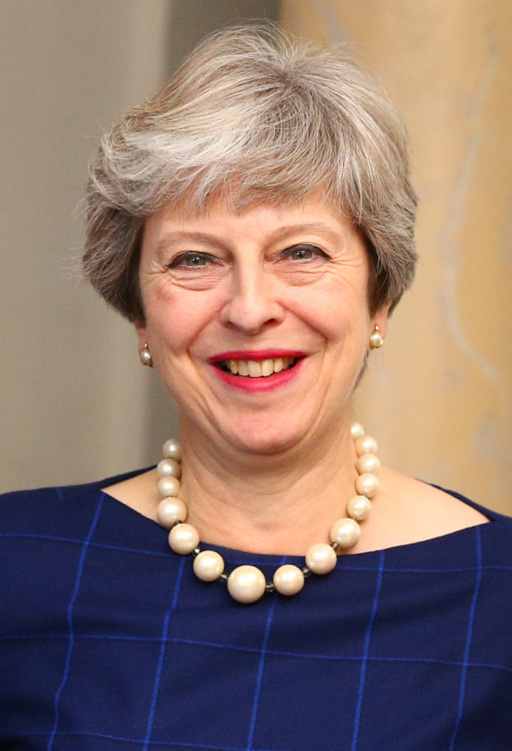
Theresa May, Primera Ministra de Reino Unido (2016‑2019).

David Cameron ganó la elección de la dirección de 2005. Cameron venció a su rival más cercano, David Davis, por un margen de más de dos a uno, teniendo 134 446 votos a 64 398. Luego anunció su intención de reformar y realinear los conservadores, diciendo que necesitaban para cambiar el aspecto que tenían, se sentía, pensaba y se comportó, abogando por una postura más de centro-derecha en oposición a su reciente plataforma firmemente derecha. A pesar de la opinión de Cameron son, probablemente, a la izquierda de los miembros del partido y ha tratado de hacer que la marca conservador más atractivo para los votantes jóvenes, socialmente liberales, También ha expresado su admiración por Margaret Thatcher, describiéndose a sí mismo como un «gran fan de Thatcher», aunque se pregunta si que lo convierte en un «thatcherista». Para la mayor parte de 2006 y la primera mitad de 2007, las encuestas mostraron potenciales sobre los laboristas a los conservadores.
Las encuestas se hicieron más volátil en el verano de 2007 con la adhesión de Gordon Brown como primer ministro, aunque las encuestas dieron a los conservadores una ventaja después de octubre de ese año y, en mayo de 2008, con la economía del Reino Unido deslizante en su primera recesión desde 1992, y una semana después de las elecciones municipales, según un sondeo de YouGov encargado por el diario The Sun se publicó lo que el Partido conservador una ventaja de 26 puntos sobre el Labour, su mayor ventaja desde 1968. Los conservadores obtuvieron el control de la alcaldía de Londres por primera vez en mayo de 2008 después de que Boris Johnson derrotó el titular del Trabajo, Ken Livingstone.
El plomo Conservador en las encuestas de opinión había sido ininterrumpida durante casi tres años cuando Gran Bretaña finalmente fue a las urnas el 6 de mayo de 2010, aunque desde principios de 2010 la mayoría de las encuestas habían mostrado el liderazgo conservador como menos de 10 puntos de ancho. La elección terminó en un parlamento con los conservadores que tiene el mayor número de escaños (306) pero siendo 20 asientos cortos de la mayoría absoluta. Tras la renuncia de Gordon Brown como primer ministro y líder del Partido laborista cinco días después, David Cameron, fue nombrado como nuevo primer ministro del país y los conservadores entró gobierno en una coalición con los liberaldemócratas —el primer gobierno de coalición después de la guerra.

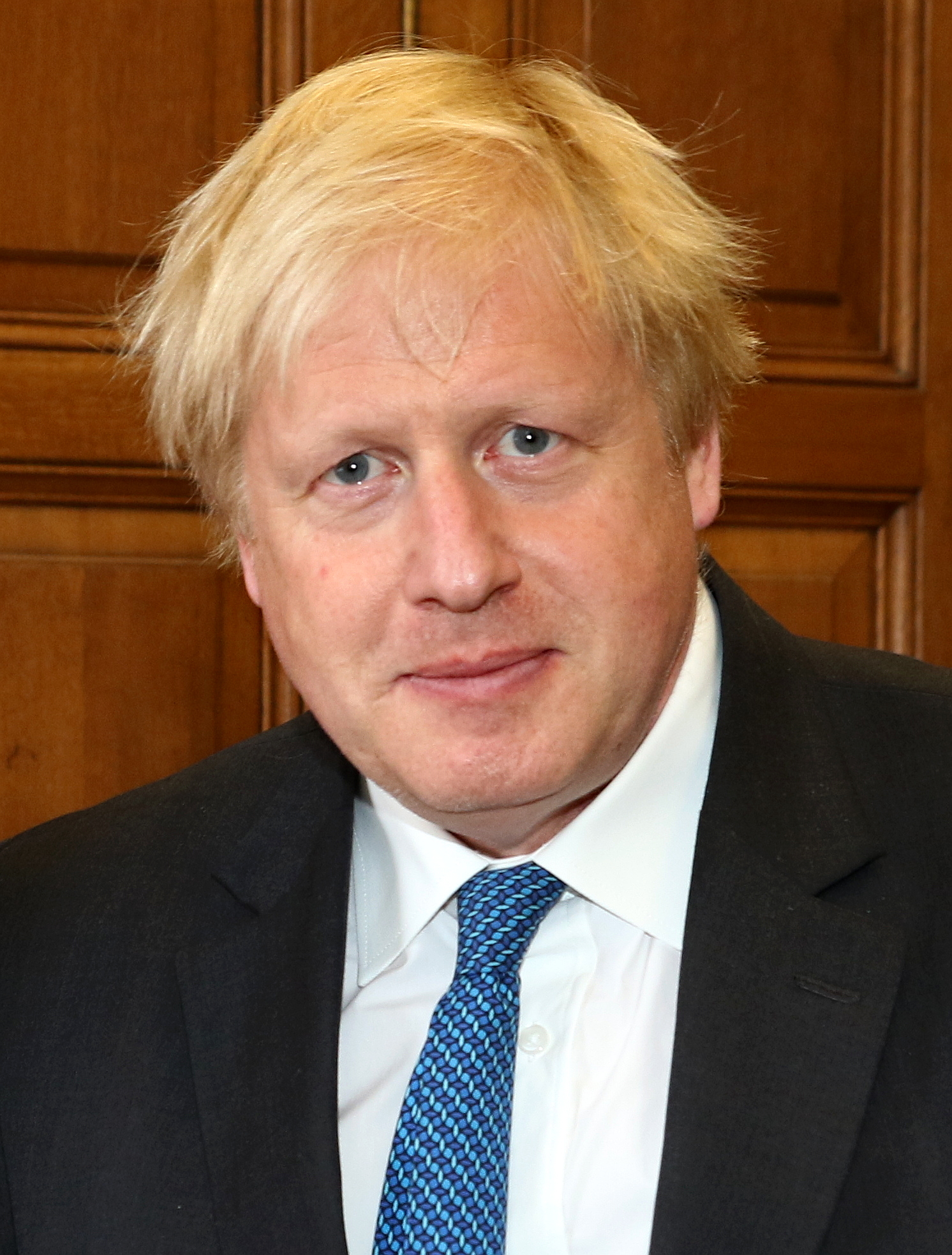
Boris Johnson, primer ministro (2019-2022)

En mayo de 2014, el conservadores fueron derrotados en las próximas elecciones al Parlamento Europeo en el tercer lugar detrás del Partido Independencia del Reino Unido y Trabajo. UKIP terminó con 24 eurodiputados, Trabajo 20, y los conservadores 19. El resultado fue descrito por el líder del UKIP Nigel Farage como «desastroso» para Cameron, y los líderes de los otros partidos principales.

### Theresa May
El 30 de junio de 2016, May anunció formalmente su candidatura para liderar el Partido Conservador y reemplazar al primer ministro David Cameron, quien había renunciado después del referéndum sobre la permanencia del Reino Unido en la Unión Europea. May ganó la primera vuelta de las elecciones el 5 de julio de 2016, recibiendo el apoyo de 165 parlamentarios, mientras que Andrea Leadsom recibió 66 votos y Michael Gove 48 votos. El 7 de julio de 2016 se realizó la segunda votación, May llegó en primer lugar con una mayoría abrumadora de 199 votos contra 84 que obtuvo Andrea Leadsom y 46 Michael Gove que fue eliminado.
El 11 de julio de 2016 la candidata Andrea Leadsom anunció que se retiraba de la carrera para ser líder del Partido Conservador y primera ministra del Reino Unido, citando su falta de apoyo entre los parlamentarios conservadores. Por lo cual, May fue nombrada líder del Partido Conservador el 11 de julio y asumió el cargo de Primera Ministra el 13 de julio de 2016. El 23 de julio de 2019 Boris Johnson fue elegido como nuevo líder del partido, después de la resignación de May el 7 de junio de 2019, y acabó de ser primera ministra el día después.

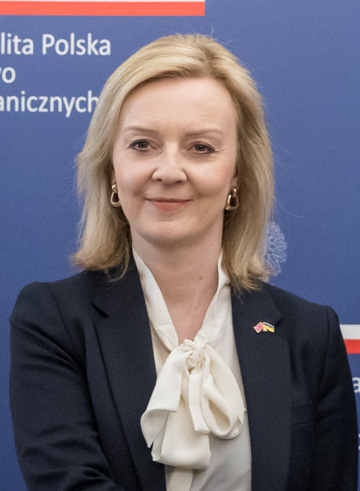
Liz Truss, primera ministra (2022-2022)

### Boris Johnson
Fue elegido líder del partido el 23 de julio de 2019 y se convirtió en primer ministro el 24 de julio. Johnson renunció a su cargo el 7 de julio de 2022, tras numerosos escándalos internos en el partido. 

### Elizabeth Truss
Fue elegida líder del partido el 5 de septiembre de 2022 y nombrada primera ministra el 6 de septiembre. Truss renunció a su cargo el 20 de octubre de 2022, esto fue debido a un golpe interno en su partido, las medidas adoptadas por Liz Truss en su hoja de ruta fueron catalogadas de desmedidas, o irrealizables, puesto que su contenido buscaba un recorte de tasas a los contribuyentes a nivel nacional como pocos vistos hasta la fecha, se pretendía aliviar la carga fiscal sobre las personas físicas, el problema que esto conlleva es que recortaría las partidas de gastos a varios sectores de la política.

Esto llevaría a que varios de los integrantes de su propio partido retiraran cualquier tipo de apoyo en el congreso, dejando las medidas adoptadas por Liz Truss sin ningún tipo de respaldo, inmovilizando cualquier tipo de propuesta, como consecuencia, ante la falta de apoyo en su propio partido y la negativa de acompañar en el congreso, presentó su dimisión el 20 de octubre de 2022.

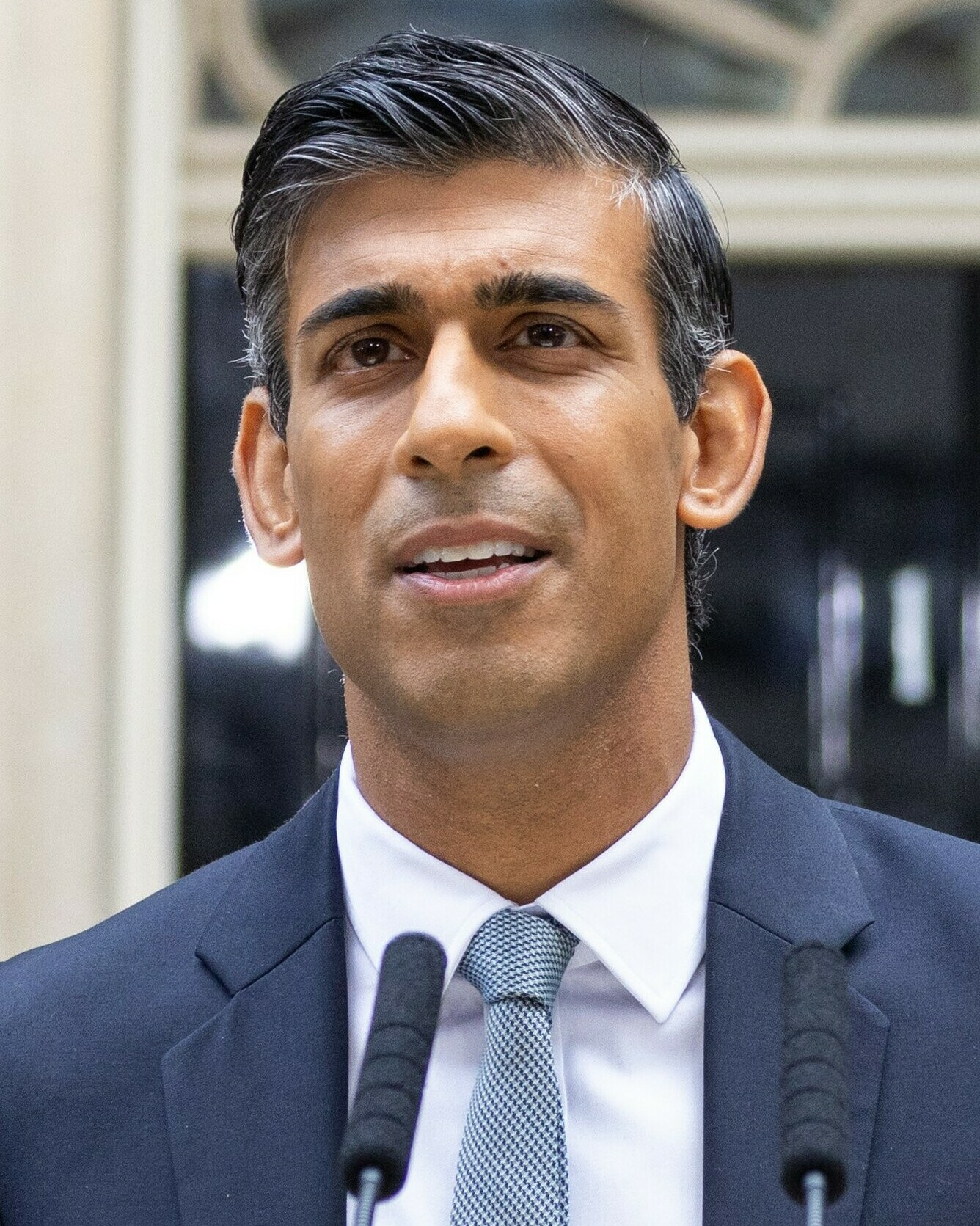
Rishi Sunak, primer ministro (2022-2024)

### Rishi Sunak
Fue elegido líder del partido el 24 de octubre de 2022 y se convirtió en primer ministro el 25 de octubre. Durante su mandato intentó mejorar la economía y estabilizar la política nacional, pero no evitó revertir la impopularidad del partido, erosionado por la crisis interna y reflejada en los malos resultados en las elecciones locales de 2023 y 2024. Sunak convocó elecciones anticipadas en julio de 2024, en las que los conservadores fueron derrotados de forma aplastante frente a los laboristas. El líder laborista Keir Starmer sucedió a Sunak como Primer Ministro, convirtiéndose en líder de la oposición, manteniéndose como líder del partido hasta la elección de su sucesor.

### Olukemi Olufunto Adegoke Badenoch

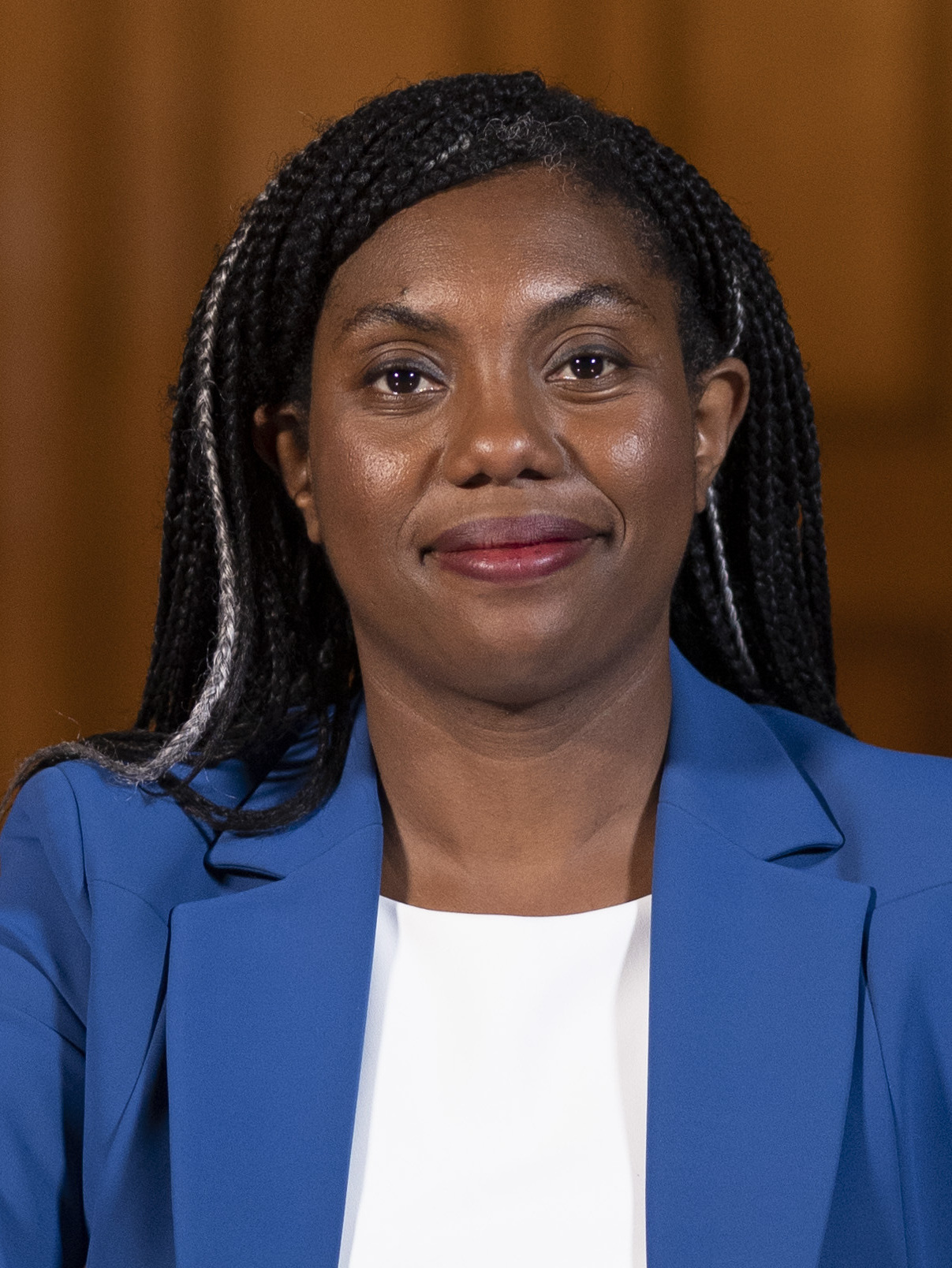
Kemi Badenoch, líder del partido (2024-)

Olukemi Olufunto Adegoke Badenoch, más conocida como Kemi Badenoch, fue elegida el 2 de noviembre de 2024 luego de la dimisión de Sunak como líder de los Conservador, derroto a su contrincante Robert Jenrick por más de 10% de distancia y con ello se convirtió en la primera mujer negra en llegar a liderar los conservadores británicos.

## Políticas

### Política económica
La reputación del partido para la administración económica sufrió un duro golpe por el Miércoles Negro en 1992, en el que se gastaron miles de millones de libras en un esfuerzo por mantener la libra dentro del mecanismo de tipos de cambio del sistema (MTC) a una tasa sobrevaluada. En combinación con la recesión de 'Miércoles Negro' a principios de 1990 permitió, Tony Blair, y luego Shadow-Ministro de Economía, Gordon Brown, a prometer una mayor competencia económica.
Una política económica concreta de los últimos años ha habido oposición a la moneda única europea. Anticipando el euroescepticismo crece dentro de su partido, John Major negoció un opt-out británico de la moneda única en el Tratado de Maastricht de 1992, aunque varios miembros del gabinete de Major, como Kenneth Clarke, apoyaron personalmente de participación en la UEM. Tras la renuncia del comandante después de la derrota de 1997 cada uno de los cuatro líderes conservadores posteriores, entre ellos David Cameron, han posicionado al partido con firmeza contra la adopción del euro. Esta política es ampliamente popular entre el electorado británico.
Después de la victoria de los laboristas en las elecciones generales de 1997, el partido conservador se opuso a la decisión del Trabajo para otorgar el Banco de Inglaterra el control independiente de tasas de interés, con el argumento de que sería el preludio de la abolición de la libra esterlina y la aceptación de la moneda única europea , y también expresó su preocupación por la eliminación de la política monetaria de control democrático. Sin embargo, la independencia del Banco fue muy popular entre la comunidad financiera, ya que ayudó a mantener baja la inflación.
El Partido Conservador de David Cameron ha reorientado su postura sobre los impuestos, sigue comprometido con el principio general de la reducción de los impuestos directos, mientras que el argumento de que el país necesita una «economía dinámica y competitiva», con el importe de un crecimiento compartido entre ambos «reducción de impuestos y la inversión pública adicional».
Como consecuencia de la gran recesión de 2008 y 2009, los conservadores no habían descartado aumentar los impuestos, pero desde que llegó al poder, la tasa máxima del 50 % del impuesto sobre la renta se redujo a 45 % en 2013.

### Política social

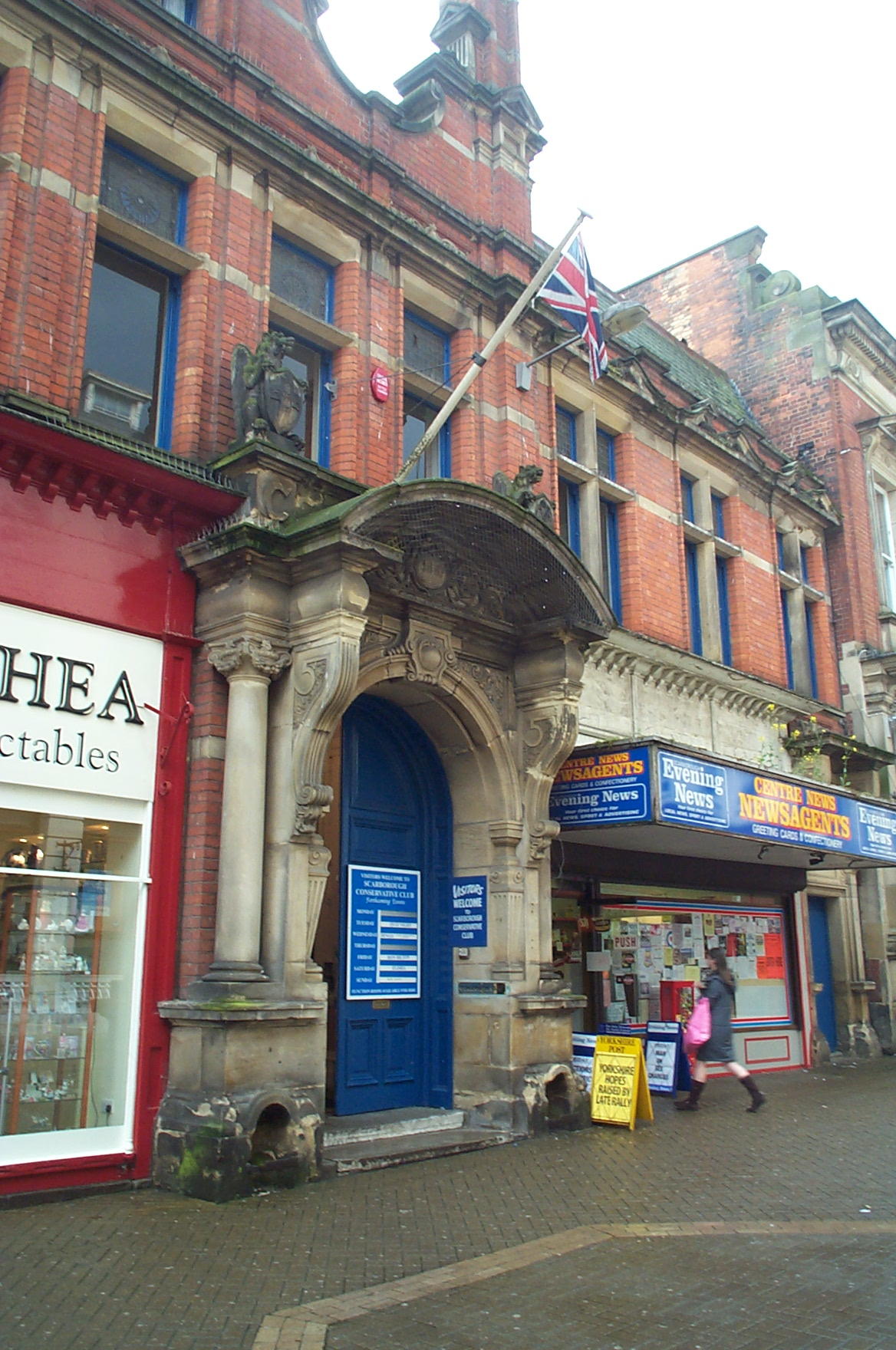
Scarborough Club Conservador

En los últimos años, «modernizadores» el partido ha afirmado que la asociación entre el conservadurismo social y los conservadores (se manifiestan en políticas tales como incentivos fiscales para las parejas casadas, la eliminación del vínculo entre las pensiones y los ingresos, y la crítica de apoyo financiero público para aquellos que no funciona) han jugado un papel en el declive electoral del partido en los primeros años 1990 y 2000 (década). Desde 1997, un debate ha continuado dentro del partido entre los «modernizadores», tales como Alan Duncan, que creen que los conservadores deberían modificar sus posturas públicas en temas sociales, y 'tradicionalistas' como Liam Fox y Owen Paterson, que creen que el partido debe permanecer fiel a su plataforma conservadora tradicional. Esto puede haber dado lugar a William Hague, y de pre-elección de Michael Howard hace pivotar hacia la derecha en 2001 y 2005,así como la elección del candidato stop-Kenneth Clarke Iain Duncan Smith en 2001. Iain Duncan Smith, sin embargo, sigue siendo influyente. Se ha argumentado por el analistas .
El partido critica fuertemente el multiculturalismo de Labour. Subsecretario del Interior, Dominic Grieve dijo en 2008 que el multiculturalismo había creado un legado «terrible», un vacío cultural que ha sido explotado por «extremistas». Sin embargo los críticos conservadores como Peter Hitchens afirman que Cameron es una perspectiva igualmente multicultural y acusar al partido conservador de la promoción de lo que ven como «extremistas islámicos».

### Política exterior

Margaret Thatcher (segunda a la izquierda), Ronald Reagan (extremo izquierda) y sus respectivo cónyuges en 1988. Thatcher y Reagan desarrollaron una relación mutua en contra de la Unión Soviética

Durante gran parte del XX, el partido conservador tomó una postura ampliamente atlantista en las relaciones con los Estados Unidos, lo que favorece estrechos vínculos con Estados Unidos y las naciones alineadas de manera similar como Canadá, Australia y Japón. Los conservadores en general, han favorecido una amplia gama de alianzas internacionales, que van desde la Organización del Tratado del Atlántico Norte (OTAN) de la Comunidad de Naciones.
Estrechas relaciones británico-estadounidenses han sido un elemento conservador de la política exterior desde la Segunda Guerra Mundial. Winston Churchill durante su primer ministro de la postguerra (1951-1955) construyó una fuerte relación con la administración de Eisenhower en los Estados Unidos. Harold Macmillan demostró una relación igualmente estrecha con la administración demócrata de John F. Kennedy. Aunque la relación estadounidense-británica en los asuntos exteriores a menudo se ha denominado una «relación especial», un término acuñado por Sir Winston Churchill, esto a menudo se ha observado con claridad cuál líderes en cada país son de un color político similar. La ex primera ministra Margaret Thatcher construyó una estrecha relación con el presidente estadounidense Ronald Reagan en su oposición a la antigua Unión Soviética, pero John Major tuvo menos éxito en sus contactos personales con George H. W. Bush y Bill Clinton. Fuera del poder y percibido como irrelevante por los políticos estadounidenses, los líderes conservadores de La Haya, Duncan-Smith, Howard y cada uno se esforzaban para forjar relaciones personales con los presidentes Bill Clinton y George W. Bush. Sin embargo, el candidato republicano a la presidencia de 2008, John McCain, habló en la Conferencia del partido conservador de 2006.
Los conservadores han propuesto una zona de libre comercio panafricano que se dice podría ayudar dinamismo empresarial de los africanos. [1] Los conservadores también se han comprometido a aumentar el gasto en ayuda al 0.7 % del ingreso nacional en 2013.
David Cameron había tratado de distanciarse del expresidente de EE. UU. Bush y su política exterior neoconservadora, pidiendo un «reequilibrio» de las relaciones entre Estados Unidos y el Reino Unido y se reunió con Barack Obama durante su gira europea de 2008. A pesar de los vínculos tradicionales entre los conservadores del Reino Unido y republicanos de Estados Unidos, y entre Trabajo y los demócratas, el alcalde de Londres, Boris Johnson, un conservador, apoyó a Obama en las elecciones de 2008.
Más allá de las relaciones con Estados Unidos, el Commonwealth y la Unión Europea, el Partido Conservador ha apoyado en general, una política exterior pro-libre comercio dentro de la corriente principal de los asuntos internacionales. El grado en que los gobiernos conservadores han apoyado presidentes intervencionistas o no intervencionistas en los EE.UU. ha variado a menudo con las relaciones personales entre un presidente de Estados Unidos y el primer ministro británico.

#### Bienestar
Mejorar el bienestar de personal militar de Gran Bretaña es una prioridad para el Partido Conservador. Uno de sus principales objetivos es reparar el Pacto Militar y fortalecer los vínculos entre las fuerzas armadas y el gobierno. Políticas introducidas en 2010 incluyen aquellos para duplicar la ventaja operativa para las tropas que sirven en Afganistán; para financiar la educación superior para los niños de esas personal de servicio muertos en acción; y de recursos adecuadamente y el personal del NHS para hacer frente de manera óptima a las necesidades particulares de las Fuerzas Armadas.
La salud mental ha sido siempre un tema muy importante para el partido conservador, sobre todo cuando se trata de personal de servicio. El partido se ha comprometido a abordar los problemas de salud mental antes de que surjan con un servicio telefónico de seguimiento de la salud mental para los veteranos y el personal que han desplegado en las operaciones o para lugares en apoyo de las operaciones. Este es el servicio al cliente y conducido a conveniencia de los veteranos. El partido conservador también se han comprometido a apoyar una mayor conciencia sobre los programas que ofrecen ayuda al personal de las fuerzas armadas.

### Defensa

#### Afganistán
Desde los ataques terroristas del 11 de septiembre de 2001, el Partido Conservador ha apoyado la invasión de Afganistán. El partido conservador cree que el éxito en Afganistán se define en términos de los afganos han alcanzado la capacidad de mantener su propia seguridad interior y exterior. Ellos han criticado en repetidas ocasiones el Gobierno de Tony Blair por no equipar a las fuerzas británicas de manera adecuada en los primeros días de la campaña, sobre todo destacando la escasez de helicópteros de las fuerzas británicas resultantes de Gordon Brown, de mil cuatrocientos millones de libras recorte al presupuesto de helicóptero en 2004.

#### Defensa Estratégica
El partido conservador cree que en el XXI la defensa y la seguridad están relacionados entre sí. Se han comprometido a romper con la celebración de una defensa estratégica tradicional y se han comprometido a llevar a cabo una defensa estratégica más amplia y de Revisión de Seguridad (SDSR) inmediatamente después de su entrada en servicio. Esta revisión incluirá tanto los asuntos relacionados con la defensa y la seguridad nacional. El Gobierno del Trabajo el pasado llevó a cabo una revisión en 1998. Para evitar una larga distancia en el futuro también se han comprometido a realizar exámenes regulares de defensa cada 4 o 5 años, y en caso necesario pondrá este requisito en la legislación. Los funcionarios del partido afirman que la SDSR será una mejora importante, y se asegurará de que el Reino Unido mantiene la capacidad genérica y flexible para adaptarse a las amenazas cambiantes. Será una revisión de varios departamentos que comenzará con las prioridades de política exterior y reunirá a todas las palancas de la política de seguridad nacional interna con intereses en el extranjero y las prioridades de defensa.
Así como un SDSR, el partido conservador se comprometió en 2010 para llevar a cabo una revisión de alcanzar fundamental y de largo del proceso de compra y cómo los equipos de defensa se proporciona en Gran Bretaña. Se han comprometido a reformar el proceso de adquisición, compilar un Libro Verde sobre la Capacidad de soberanía, y publicar otra estrategia industrial de Defensa a raíz de la Estrategia Industrial de Defensa en 2005. El Partido Conservador ha dicho que habrá cuatro objetivos para la adquisición de defensa británica: a proporcionar el mejor equipo posible al mejor precio posible; para agilizar el proceso de adquisición para asegurar la rápida entrega de equipos a la primera línea; para apoyar a nuestros trabajos de la industria en el país mediante el aumento de las exportaciones de defensa; para proporcionar la adquisición de defensa que sustenta las relaciones estratégicas en el extranjero y; para proporcionar previsibilidad a la industria de la defensa.
El partido conservador también se comprometió a aumentar la cuota de mercado de defensa global como la política del gobierno de Gran Bretaña.

#### Europa y la OTAN
El partido conservador tiene como objetivo construir las relaciones bilaterales de defensa mejorados con los socios europeos clave y cree que está en el interés nacional de Gran Bretaña a que cooperen plenamente con todos sus vecinos europeos. Se han comprometido a garantizar que toda la capacidad militar de la UE debe complementar y no suplantar a la defensa nacional británica y la OTAN, y que no está en el interés británico el entregar seguridad a cualquier organismo supranacional.
Los conservadores lo ven como una prioridad para alentar a todos los miembros de la Unión Europea para hacer más en términos de un compromiso con la seguridad europea en el país y en el extranjero.
En cuanto a la función de defensa de la Unión Europea, los conservadores se comprometieron a volver a examinar algunos de los compromisos de defensa de la UE de Gran Bretaña para determinar su viabilidad y utilidad; específicamente, para revaluar disposiciones sobre la participación del Reino Unido como la cooperación estructurada permanente, la Agencia Europea de Defensa y tácticas de la UE para determinar si hay algún valor en la participación de Gran Bretaña.
El partido conservador sostiene la opinión de que la OTAN debe seguir siendo la alianza de seguridad más importante para el Reino Unido. Ellos creen que la OTAN, que ha sido la piedra angular de la seguridad británica durante los últimos 60 años, debería seguir teniendo primacía sobre todas las cuestiones relacionadas con la defensa de Europa, y se comprometieron en 2010 para hacer una reforma de la OTAN priority.They estratégico clave también han pedido a la llamada brecha de lucha / fondos para ser cambiado y han pedido a la creación de un mecanismo de financiación más justo para operaciones expedicionarias de la OTAN. Además de esto, los conservadores creen que hay margen para la expansión del artículo V de la OTAN para incluir las nuevas amenazas del siglo XXI como la energía y la seguridad cibernética.

#### Armamento Nuclear
El manifiesto 2010 dijo que los conservadores mantendrá continua de Gran Bretaña en el mar, la disuasión nuclear estratégica basada independiente, submarino basado en el sistema de misiles Trident.

### Política de Salud
En 1945, los conservadores declararon primer soporte para el sistema de salud universal. Desde su entrada en la oficina en 2010, han introducido la Ley de Asistencia Social y Salud, que constituye la mayor reforma que el NHS ha llevado a cabo nunca. Sin embargo, ha habido mucha crítica y la protesta por las acciones del gobierno de 2010, sobre el NHS, centrándose en los recortes presupuestarios y la privatización de los servicios. Después de una protesta 2013 unión dicho por la policía de haber sido una de las protestas más grandes vistos en Mánchester, el secretario general del Congreso de Sindicatos Británicos (TUC), dijo que la austeridad estaba teniendo un efecto devastador, con 21 000 puestos de trabajo NHS perdieron durante los tres meses anteriores solo, y que «El NHS es uno de los mejores logros de Gran Bretaña y no vamos a permitir a los ministros para destruir, a través de los recortes y la privatización, lo que ha tomado generaciones para construir». El Departamento de Salud respondió que no había «absolutamente ninguna política del gobierno de privatizar los servicios del NHS».

### Políticas acerca de drogas
Las opiniones sobre la legalidad de drogas y la policía varían mucho dentro del partido conservador. Algunos políticos conservadores como Alan Duncan toman el enfoque libertario que la libertad individual y la libertad económica de la industria y el comercio deben ser respetadas. Otros políticos conservadores, a pesar de ser liberal en lo económico, están a favor de la prohibición completa de la propiedad y el comercio de muchos fármacos. Otros conservadores están en el punto medio, favoreciendo posturas como la regulación más laxa y la despenalización de algunas drogas. La legalización del cannabis para uso médico se ve favorecida por algunos políticos conservadores, entre ellos Boris Johnson.

### Políticas de educación
En la educación, los conservadores han comprometido a revisar el plan de estudios nacional, e introducir el Bachillerato Inglés. La restauración de la disciplina también se puso de relieve, ya que quieren que sea más fácil para los alumnos que se buscaron artículos de contrabando, la concesión de anonimato para maestros acusados por los alumnos, y la prohibición de los alumnos expulsados que se devuelven a las escuelas a través de paneles de apelación.
En la educación superior, los conservadores han aumentado las tasas de matrícula de 9000 £ por año, sin embargo, han asegurado que esto no será pagado por nadie hasta que están ganando más de 21 000 £, y que los que fracasan sus estudios, no va a pagar nada en absoluto. Los conservadores escoceses también apoyan la re-introducción de los derechos de matrícula en Escocia.

### Trabajos y bienestar
Una de las áreas clave de política de los conservadores de 2010, fue reducir el número de personas en el Reino Unido reclaman prestaciones estatales, y aumentar el número de personas en la fuerza laboral. Ellos han declarado que todas las personas en el Reino Unido reclamando las prestaciones de incapacidad, se enfrentará a una revisión de sus casos. Hasta 1999, los conservadores se opusieron a la creación del salario mínimo nacional, citando que creían que costaría puestos de trabajo, y las empresas serían reticentes a iniciar su actividad en el Reino Unido por temor a los altos costos laborales. Sin embargo, el partido tiene ya que el apoyo comprometido y en el año 2015 el número de julio de Presupuesto, George Osborne anunció un salario digno nacional del 9 £ / hora, para ser introducido en 2020, para las personas de 25 años y más. Apoyan, y han puesto en práctica, la restauración de la relación entre las pensiones y los ingresos, y buscan elevar la edad de jubilación de 65 a de 66.

### Cambio climático/Energía
David Cameron trajo varios temas «verdes» a la vanguardia de la campaña de 2010. Incluyendo propuestas diseñadas para imponer un impuesto sobre las plazas de aparcamiento del lugar de trabajo, un alto al crecimiento del aeropuerto, un impuesto sobre los coches con el kilometraje excepcionalmente pobre de gasolina, y las restricciones a la publicidad de coches. Muchas de estas políticas fueron implementadas en la Coalición —incluyendo el «Acuerdo Verde»

### Crimen y justicia
En 2010, los conservadores hicieron campaña con la convicción de que cortar la burocracia percibida de la policía moderna y prometió una mayor protección legal a las personas condenadas por defenderse de los intrusos. También apoyaron la creación de un proyecto de ley de Derechos Reino Unido para reemplazar la Ley de Derechos Humanos de 1998, pero esto fue vetado por sus socios de la coalición de los demócratas liberales. Algunos conservadores, particularmente dentro del Grupo Cornerstone socialmente conservadora, apoyan la reintroducción de la pena de muerte; aunque la mayoría de los miembros del partido se oponen a ella.

### Unión europea
Ningún sujeto ha demostrado ser más división en el partido conservador en la historia reciente que el papel del Reino Unido en la Unión Europea. Aunque el principal arquitecto de la entrada del Reino Unido en las Comunidades Europeas (que se convirtió en la Unión Europea) fue el primer ministro conservador Edward Heath, y ambos Winston Churchill y Harold Macmillan favorecía alguna forma de unión Europea, la mayor parte de la opinión conservadora contemporánea se opone a la más cercana la unión económica y sobre todo político con la UE. Este es un cambio notable en la política británica, al igual que en los años 1960 y 1970 los conservadores eran más pro-Europa que el Partido del Trabajo. Divisiones en Europa salieron a la luz bajo la jefatura del gobierno de Margaret Thatcher (1979-1990) y fueron citados por varios ministros dimisionarios, incluyendo Geoffrey Howe, la vicepresidenta del Gobierno, cuya renuncia provocó el desafío que terminó el liderazgo de Thatcher. Bajo el sucesor de Thatcher, John Major (1990‑1997), el lento proceso de integración dentro de las tensiones forzadas partido de la UE a la superficie. Un núcleo de diputados euroescépticos en el Gran utiliza la pequeña mayoría conservadora en el Parlamento para oponerse a la política del Gobierno sobre el Tratado de Maastricht. Al hacerlo, hayan disminuido su capacidad para gobernar Mayor.
En los últimos años, el Partido Conservador se ha vuelto más claramente euroescéptico, ya que el gobierno de trabajo se ha visto dispuestos a hacer un caso positivo para una mayor integración, y euroescéptico o pro-abstinencia partidos como el Partido por la Independencia del Reino Unido han hecho demostraciones en las elecciones del Reino Unido. Sin embargo, bajo las prácticas actuales de la UE, el grado en que un gobierno conservador podría implementar un cambio de política con respecto a la UE sería directamente proporcional a la voluntad de los otros estados miembros de la UE a aceptar este tipo de políticas.
En 2009 el partido conservador campaña activa contra el Tratado de Lisboa, que a su juicio daría demasiada soberanía a Bruselas. Ministro de Asuntos Exteriores, William Hague, sombra declaró que, si el Tratado de estar en vigor en el momento de un gobierno conservador entrante, que «iba a dejar que las cosas no descansan allí». Sin embargo, el 14 de junio de 2009, el secretario de Negocios sombra, Kenneth Clarke, dijo en una entrevista a la BBC que el partido conservador no volvería a abrir las negociaciones sobre el Tratado de Lisboa si los irlandeses lo respaldó en un nuevo referéndum, lo cual hicieron el 2 de octubre de 2009.
El partido conservador prometió un referéndum en el de salida de la pertenencia a la Unión Europea después de una renegociación, el referéndum tuvo lugar el día 23 de junio de 2016, ganando la opción de retirarse de la Unión Europea.

### Política de Unión
Los conservadores apoyan incondicionalmente el mantenimiento del Reino Unido, y se opuso a la independencia de cualquiera de los cuatro países del Reino Unido: Inglaterra, Escocia, Gales o Irlanda del Norte a partir de ella. Ellos han tenido un historial mixto en el apoyo a Escocia, Gales e Irlanda del Norte desconcentración.
En 1968, Edward Heath emitió su «Declaración de Perth», en apoyo de un conjunto de Escocia, a raíz de la creciente nacionalismo. Sin embargo, la causa quedó sin respuesta durante su primer ministro turbulenta, y bajo Margaret Thatcher y el liderazgo de John Major, los conservadores se opusieron vehementemente desconcentración, e hicieron campaña en contra de ella en el referéndum 1997 de desconcentración. Después del establecimiento del Parlamento escocés en 1999, se han comprometido a apoyar su existencia continuada, y junto con el trabajo y los liberaldemócratas, que apoyó el proyecto de ley de Escocia (2011), la concesión de una mayor transferencia de poder. Hicieron campaña junto Trabajo y los liberal-demócratas contra la plena independencia de Escocia en 2014 la independencia escocesa referéndum.
En Gales, los conservadores hicieron campaña contra la devolución en el referéndum de 1997, sin embargo la vez, como con Escocia, que se han comprometido a mantener la existencia continua de la Asamblea de Gales, y en 2011 apoyó la mayor transferencia de poder.
En Irlanda del Norte, los conservadores suspendió el parlamento en 1973 a raíz de los crecientes problemas, e hicieron intentos fallidos de volver a establecer en el mismo año y en 1982. Se apoyó el Acuerdo de Belfast negociado por el gobierno de Blair en 1998, y en 2009, negoció un pacto electoral con el declive del Partido Unionista del Ulster, quien previamente había sido aliada a antes de 1973.
El partido se opuso a los intentos de Trabajo para devolver el poder a las regiones del norte de Inglaterra en 2004. Se declararon apoyo a una comisión a la cuestión inglesa, en cuanto a si o no solo Inglés parlamentarios debe ser capaz de votar sobre cuestiones que afectan exclusivamente materias en inglés a partir de la Referéndum sobre la independencia de Escocia.

### La Constitución Británica
Tradicionalmente, el partido conservador han sido defensores de la monarquía, la constitución y el sistema de gobierno no escrita de Gran Bretaña. El partido se opuso a muchas de las reformas de Tony Blair, tales como la eliminación de los pares hereditarios, la incorporación de la Convención Europea de Derechos Humanos en la legislación británica, y la creación de 2009 de la Corte Suprema del Reino Unido, una función que antes realizaba la Cámara de los Lores. Hasta el año 2001 la mayoría de los miembros del grupo estaban en contra de una Cámara de los Lores; Sin embargo opinión fue posteriormente dividida, que se muestra en la votación de la Cámara de los Lores Ley de Reforma de 2012, cuando 80 diputados votaron a favor de una cámara superior elegido el 80 % y el 110 no lo hicieron. También había una división sobre la conveniencia de introducir un proyecto de ley de Derechos Británica que sustituiría a la Ley de Derechos Humanos de 1998; David Cameron expresó su apoyo, pero Ken Clarke describió como «la xenofobia y sin sentido legal».

## Organización

### Estructura del Partido

Comparativa del voto recibido por los Conservadores (azul), por los Whigs/Liberales/Demócratas Liberales (naranja), Laboristas (rojo) y otros (gris) en las elecciones generales desde 1832.

En la organización del Partido Conservador, las asociaciones constitutivas dominaron la elección de los líderes de partido en la selección local de los candidatos (a pesar de que algunas asociaciones se organizaron en parlamentos primarios locales), mientras que los Cuarteles de las Campañas Conservadoras financiaron y organizaron las elecciones y los borradores de políticas, el líder del partido parlamentario hizo las políticas en forma de consulta con su gabinete y administración. Esta estructura descentralizada es inusual.
La directiva del partido conservador es la última instancia en el partido para hacer decisiones, responsable de todos los asuntos operacionales (incluyendo adquisición de fondos, membresías y candidatos) y está hecho de representantes de cada parte de la directiva. La Directiva del Partido se reúne una vez al mes y trabaja de cerca con el CCHQ y sus representantes elector y el voluntariado inscrito a través de un número de sub comités.
Durante mucho tiempo, el presidente del partido fue nombrado de forma opaca por los demás dirigentes. El funcionamiento del partido se fue democratizando gradualmente a partir de los años 60; en 1965 la nominación se determinó por votación de los diputados conservadores, y luego se abrió a los afiliados a partir de 1998, pidiéndoles que eligieran entre los dos candidatos finales seleccionados por los diputados.

### Membresía
El partido conservador tiene una membresía de miembros que pagan por entrar al partido para incrementar su plantilla que actualmente es de 150 000.  La membresía alcanzó su punto máximo a mediados de la década de 1950 aproximadamente a las tres millones de dólares, antes de disminuir de manera constante a través de la segunda mitad del XX. A pesar de un impulso inicial poco después de la elección de David Cameron como líder en diciembre de 2005, la pertenencia reanudó su caída en 2006 a un nivel más bajo que cuando fue elegido. En 2010, el Partido Conservador tenía alrededor de 177 000 miembros de acuerdo con la activista Tim Montgomerie, y en 2013 la adhesión fue estimado por el propio partido en 134 000.  La cuota de socio para el partido conservador es 25 £ o 5 £ si el miembro es menor de 23. De abril de 2013 personas se unirían Equipo 2015 sin ser miembros del partido, y tomar parte en la campaña política para el partido en el 2015 en general elección.
El partido cuenta con unos 124 000 afiliados en 2018, con una edad media de más de 60 años, frente a los 550 000 del Partido Laborista. Sin embargo, cuenta con el apoyo, en diversos grados, de la gran mayoría de la prensa (The Sun, Daily Mail, The Daily Telegraph, The Times, Financial Times, etc.).

### Futuro Conservador
El partido Conservador mantiene un ala de miembros jóvenes de menos de treinta años llamada el Futuro Conservador. El Futuro Conservador es el ala de juventudes políticas más grandes de Reino Unido con aproximadamente 20 000 miembros  Tiene ramas en ambas universidades y en el parlamento a un nivel constitucional. Esto refleja que el futuro Conservador como el origen de las Juventudes Conservadoras, y de las Foro Colegial de Conservadores y finalmente de la Asociación Nacional de los Conservadores graduados llevado a cabo en 1998. Los miembros jóvenes de Escocia pertenecen a una organización independiente llamada el Futuro Conservador de Escocia. 

### Adquisición de fondos
En la primera década del XXI, la mitad de la financiación del partido vino de un grupo de solo cincuenta «grupos de donantes», y una tercera parte de ella a partir de solo quince años. . En el año siguiente a la elección general de 2010, la mitad de la tories ' financiación provino del sector financiero.
En 2004, según las cuentas presentadas ante la Comisión electoral, el partido tuvo un ingreso de alrededor de 20 millones de libras y los gastos de alrededor de 26 millones de libras.
Para 2013, el Partido Conservador tuvo un ingreso de 25.4 millones de libras, de los cuales 749 000 £ vinieron de cuotas de sus miembros.
El Partido Conservador puso en marcha en la década de 2010 un polémico sistema de financiación que permite a los donantes ricos acceder a una reunión mensual con un ministro o secretario de Estado a cambio de donaciones superiores a 50 000 £ al año. Los donantes más de 250 000 £ se benefician de un encuentro mensual con el Primer Ministro o el Ministro de Hacienda.

### Organizaciones internacionales
El Partido Conservador está afiliado —y juega una parte importante— de un número de organizaciones internacionales. A nivel global los Conservadores son miembros de la Unión Demócrata Internacional, que agrupa partidos de centro derecha y de la división europea, como la Unión Europea Demócrata.
Como a nivel europeo, los conservadores son miembros de la Alianza de los Conservadores y Reformistas Europeos (AECR), que une a los partidos de centro-derecha en oposición a una Unión Europea federal. En el Parlamento Europeo, los eurodiputados del Partido Conservador se sientan en el grupo de Conservadores y Reformistas Europeos (ECR), que está afiliada a la AECR. El líder del partido, David Cameron, empujó el fundamento de la Recopilación, que fue lanzado en 2009, junto con el Partido Checa Cívica Democrática y la Ley polaca y Justicia, ante el que los eurodiputados del Partido Conservador se sentaron en los Demócratas Europeos, que se había convertido en un subgrupo de la Partido Popular Europeo en la década de 1990. Desde las elecciones europeas de 2014, el Grupo ECR ha sido el tercer mayor grupo, con los miembros de un mayor número los conservadores (diecinueve MEPs), leyes y justicia (dieciocho eurodiputados), la alternativa para Alemania (siete diputados), y el danés pueblo de partido y Nueva Alianza Flamenca (cuatro diputados cada uno).
En junio de 2009, Cameron requiere otros cuatro socios aparte de la polaca y checa apoya para calificar para un estatus oficial fracción en el parlamento; La reglamentación establece que un comité necesita al menos 25 diputados de al menos siete de los 27 estados miembros de la UE. En formación de la bancada, Cameron se informa, rompiendo con dos décadas de cooperación por el Partido Conservador del Reino Unido con la corriente principal democristianos europeos y conservadores en el Parlamento Europeo, de los Partido Popular Europeo (PPE) sobre la base de que está dominado por Europa federalistas y los partidarios del tratado de Lisboa, al que se oponen los conservadores. líder del PPE Wilfried Martens, ex primer ministro de Bélgica, declaró que «la campaña de Cameron ha sido tomar su partido de vuelta al centro en cada ámbito de actuación con una excepción importante:. Europa [...] No puedo entender sus tácticas Merkel. y Sarkozy nunca aceptará su euroescepticismo».

## Facciones del partido
El partido conservador tiene una variedad de facciones o ideologías internas, incluyendo cameronismo, Una nación-conservadurismo, el conservadurismo social, el thatcherismo, el conservadurismo, Euroesceptismo duro

### Conservadores de una nación
El conservadurismo de una sola nación era la ideología dominante del partido en el XX hasta el surgimiento del thatcherismo en la década de 1970, e incluyó en sus filas conservador primeros ministros como Stanley Baldwin, Harold Macmillan y Edward Heath. El nombre por sí mismo viene de una frase de Disrael. La base del conservadurismo de una nación es una creencia de cohesión social y sus inherentes soportes sociales de instituciones que mantienen la armonía entre diferentes grupos de interés y clases y más recientemente entre diferentes razas y religiones.

### Conservadores de libre mercado
El segundo grupo principal en el partido conservador es el «ala de libre mercado» de los liberales económicos que alcanzaron el dominio después de la elección de Margaret Thatcher como líder del partido en 1975. Su objetivo era reducir el papel del gobierno en la economía y, a tal extremo que apoyaron los recortes en los impuestos directos, la privatización de las industrias nacionalizadas y una reducción en el tamaño y el alcance del estado de bienestar. Los partidarios de la «ala de libre mercado» han sido etiquetados como «thatcherismo». El grupo cuenta con puntos de vista dispares de la política social: Thatcher era socialmente conservador y practicante anglicana pero el ala de libre mercado en el Partido Conservador albergan una gran variedad de opiniones sociales desde los puntos de vista libertarios civiles de Michael Portillo, Daniel Hannan y David Davis al conservadurismo tradicional de líderes anterior partido, William Hague y Iain Duncan Smith. El ala de Thatcher también se asocia con el concepto de una «sociedad sin clases».

## Resultados electorales

### Elecciones generales
|  | 40.8 % |

|  | 48.3 % |

|  | 50.9 % |

|  | 42.7 % |

|  | 41.9 % |

|  | 34.0 % |

|  | 34.3 % |

|  | 38.4 % |

|  | 38.4 % |

|  | 44.3 % |

|  | 42.5 % |

|  | 43.5 % |

|  | 51.1 % |

|  | 47.0 % |

|  | 49.0 % |

|  | 50.3 % |

|  | 43.4 % |

|  | 46.7 % |

|  | 46.3 % |

|  | 33.3 % |

|  | 38.5 % |

|  | 38.0 % |

|  | 46.8 % |

|  | 38.1 % |

|  | 55.0 % |

|  | 47.8 % |

|  | 36.2 % |

|  | 40.0 % |

|  | 48.0 % |

|  | 49.7 % |

|  | 49.4 % |

|  | 43.4 % |

|  | 41.9 % |

|  | 46.4 % |

|  | 37.9 % |

|  | 35.8 % |

|  | 43.9 % |

|  | 42.4 % |

|  | 42.2 % |

|  | 41.9 % |

|  | 30.69 % |

|  | 31.7 % |

|  | 32.4 % |

|  | 36.4 % |

|  | 36.9 % |

|  | 42.4 % |

|  | 43.63 % |

|  | 23.70 % |

a Respecto al resultado del Partido Tory en 1932.

### Elecciones al Parlamento Europeo
| Elección | Líder             | Resultados      | Resultados | Escaños | Dif. |
| Elección | Líder             | Votos           | %          | Escaños | Dif. |
| -------- | ----------------- | --------------- | ---------- | ------- | ---- |
| 1979     | Margaret Thatcher | 6 508 493 (#1)  | 48.40 %    | 60/78   | –    |
| 1984     | Margaret Thatcher | 5 426 8213 (#1) | 38.77 %    | 45/78   | 15   |
| 1989     | Margaret Thatcher | 5 356 887 (#2)  | 33.70 %    | 32/78   | 13   |
| 1994     | John Major        | 4 274 122 (#2)  | 26.96 %    | 18/87   | 14   |
| 1999     | William Hague     | 3 578 218 (#1)  | 33.50 %    | 36/87   | 18   |
| 2004     | Michael Howard    | 4 397 090 (#1)  | 25.88 %    | 27/78   | 9    |
| 2009     | David Cameron     | 4 281 286 (#1)  | 27.4 %     | 26/72   | 1    |
| 2014     | David Cameron     | 3 792 549 (#3)  | 23.1 %     | 19/73   | 7    |
| 2019     | Theresa May       | 1 512 809 (#5)  | 8.8 %      | 4/73    | 15   |

### Elecciones generales escocesas
| Elección | Líder           | Votos        | Porcentaje | Escaños | +/–         | Gobierno  |
| -------- | --------------- | ------------ | ---------- | ------- | ----------- | --------- |
| 1999     | David McLetchie | 359 109 (#3) | 15.4 %     | 18/129  |             | Oposición |
| 2003     | David McLetchie | 296 929 (#3) | 15.5 %     | 18/129  | Sin cambios | Oposición |
| 2007     | Annabel Goldie  | 284 005 (#3) | 13.9 %     | 17/129  | 1           | Oposición |
| 2011     | Annabel Goldie  | 245 967 (#3) | 12.4 %     | 15/129  | 2           | Oposición |
| 2016     | Ruth Davidson   | 524 222 (#2) | 22.9 %     | 31/129  | 16          | Oposición |
| 2021     | Douglas Ross    | 637 131 (#2) | 23.4 %     | 31/129  | Sin cambios | Oposición |

### Elecciones generales galesas
| Elección | Líder         | Votos        | Porcentaje | Escaños | +/– | Gobierno  |
| -------- | ------------- | ------------ | ---------- | ------- | --- | --------- |
| 1999     | Rod Richards  | 168 206 (#3) | 16.5 %     | 9/60    |     | Oposición |
| 2003     | Nick Bourne   | 162 725 (#3) | 19.2 %     | 11/60   | 2   | Oposición |
| 2007     | Nick Bourne   | 209 153 (#2) | 21.5 %     | 12/60   | 1   | Oposición |
| 2011     | Nick Bourne   | 213 773 (#2) | 22.5 %     | 14/60   | 2   | Oposición |
| 2016     | Andrew Davies | 190 846 (#3) | 18.8 %     | 11/60   | 3   | Oposición |
| 2021     | Andrew Davies | 278 560 (#2) | 25.1 %     | 16/60   | 5   | Oposición |